# Gekko's
Gekko's of gekko-achtigen (Gekkota) zijn een groep van reptielen die behoren tot de hagedissen. De naam gekko is afgeleid van de klikkende tot gillende geluiden die veel soorten vooral in de paartijd maken.
Gekko's vormen een van de grootste groepen van gewervelde dieren en worden vertegenwoordigd door ongeveer 2100 soorten in meer dan 120 geslachten. Gekko's komen in alle warme streken van de wereld voor in uiteenlopende habitats; van dichtbegroeide bossen (bladstaartgekko's) tot in woestijnachtige gebieden (dikvingergekko's). Gekko's kunnen niet overleven in gematigde streken zoals België en Nederland, maar in zuidelijk Europa zijn enkele soorten zeer algemeen. 
Gekko's vertonen een enorme variatie aan vormen, kleuren en afmetingen. De meeste gekko's hebben onopvallende kleuren en zijn goed gecamoufleerd. Bij enkele soorten draagt ook de vorm van het lichaam bij aan de camouflage. Voorbeelden zijn de bladstaartgekko's uit Madagaskar. De lichaamslengte, inclusief staart, varieert van iets meer dan een centimeter tot 40 centimeter. De voor zover bekend langste gekko's waren ruim 60 cm, maar deze soorten zijn waarschijnlijk uitgestorven.
Vrijwel alle soorten zijn eierleggend, slechts enkele soorten zijn eierlevendbarend. De eierleggende soorten produceren in de regel slechts één of twee eieren per legsel, waar andere hagedissen vaak meer eieren leggen. Gekko's leven van insecten en worden in de landen waar ze van nature voorkomen daarom beschouwd als nuttig. Gekko's worden soms ook gebruikt in voedsel of medicijnen.
De indeling van de verschillende groepen van gekko's is van het begin af aan sterk aan verandering onderhevig geweest, voornamelijk doordat het zo'n grote groep is. Aanvankelijk werden alle soorten tot een enkele familie gerekend. Later werden er meer aparte onderfamilies benoemd en is de indeling nog eens ingrijpend aangepast op basis van nieuwe inzichten, waarbij de verschillende soorten in aparte families zijn geplaatst.

## Verspreiding en habitat

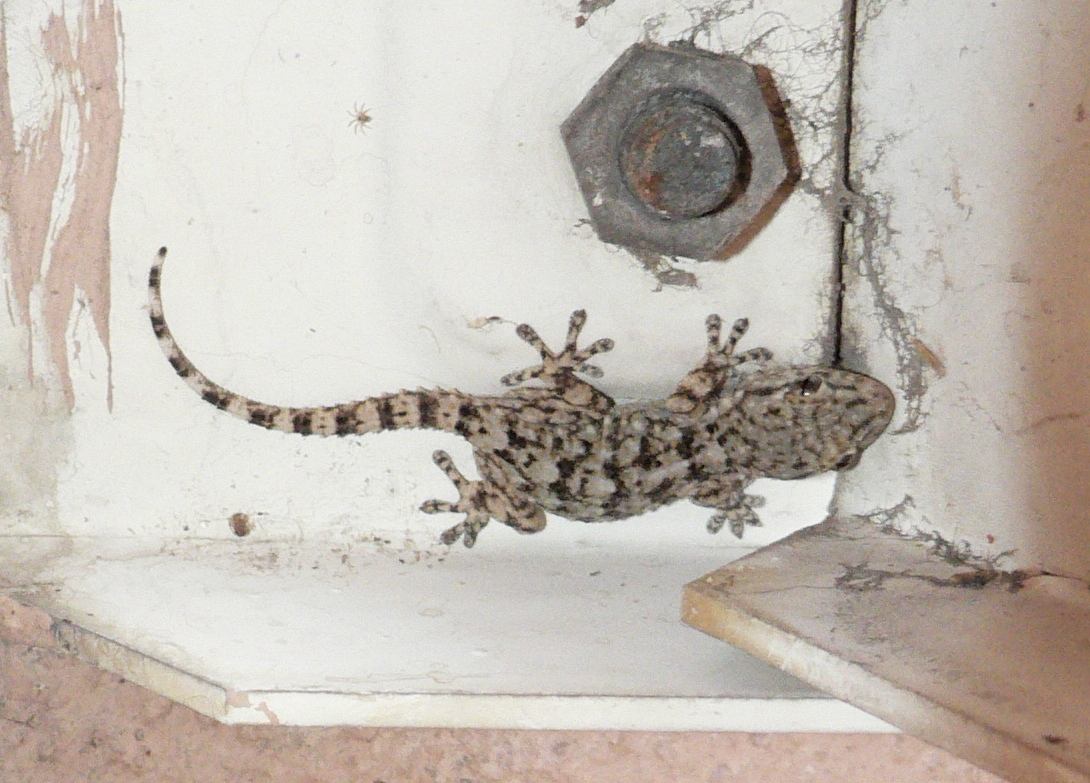
Een aantal soorten komt ook voor in huizen en andere gebouwen, hier een jonge tjitjak (Hemidactylus frenatus).

Gekko's komen voor op alle continenten, met uitzondering van Antarctica. De verschillende groepen zijn vaak specifiek voor het werelddeel waarin ze voorkomen. Sommige soorten zijn door toedoen van mensen terechtgekomen in gebieden buiten hun natuurlijke verspreidingsgebied.
Australië en Nieuw-ZeelandIn Australië zijn de platstaartgekko's uit het geslacht Phyllurus en de soorten uit het geslacht Gehyra endemisch. In Nieuw-Zeeland komen de boomgekko's uit het geslacht Naultinus voor. Die zijn dagactief en hebben heldere kleuren, wat ze geliefd maakt in de handel in exotische dieren.
Azië en EuropaIn Azië hebben de hagedissen zich over grote gebieden verspreid. In Europa komen slechts enkele soorten gekko's voor en dan alleen in warmere gebieden. Rond het Middellandse Zeegebied komen de halfvingergekko's (Hemidactylus) voor. In België en Nederland is het te koud en hier komen geen gekko's voor. Ook in de rest van Westelijk Europa zoals Groot-Brittannië komen geen gekko's voor. Van de Europese soorten komen de meeste ook voor in Noord-Afrika.
AfrikaIn Afrika komen veel woestijnbewonende gekko's voor, zoals de pantergekko. De rotsgekko's (Afroedura) leven in berggebieden in Zuid-Afrika. Op Madagaskar komen de bladstaartgekko's (Uroplatus) en de madagaskardaggekko's (Phelsuma) voor.
AmerikaIn Noord-Amerika komen alleen soorten voor in Mexico en het zuiden van Californië. Veel soorten die op de Caraïben leven zijn door de mens naar Florida gevoerd. In Zuid-Amerika komen gekko's voor op het grootste deel van het continent. Ook hier hebben veel soorten zich verspreid door toedoen van de mens. In Zuid-Amerika komen de halfvingergekko's voor en soorten uit de geslachten Lygodactylus en Lepidodactylus.
De grootte van het verspreidingsgebied kan sterk verschillen. Sommige soorten komen slechts op kleine eilandjes voor, terwijl andere juist een zeer groot natuurlijk verspreidingsgebied hebben.

### Habitat
Gekko's hebben zich ontwikkeld in tropische gebieden en hebben zich verspreid naar alle tropische en subtropische delen van de wereld. Ze ontbreken in permanent koude gebieden. Een van de meest koudetolerante soorten is Cyrtodactylus tibetanus, die voorkomt in het Himalayagebergte en kan worden aangetroffen op een hoogte van meer dan 4000 meter. Ook de rotsgekko's (Afroedura) zijn tolerant ten aanzien van kou: deze soorten komen voor in Zuid-Afrika tot in hooggebergten zoals de Drakensbergen.
De meeste soorten hebben zich ontwikkeld tot echte boombewoners die snel en behendig over takken en stammen klauteren. Gekko's leven meestal in bossen. Sommige soorten hebben zich aangepast aan een leven in een meer open landschap; dit zijn vaak bodembewoners. Bodembewonende gekko's zijn te herkennen aan het ontbreken van de hechtlamellen onder de tenen, die veel andere gekko's wel bezitten en dan dienen om zich aan de ondergrond te hechten. Bij soorten die in bomen leven komt dit van pas bij het klimmen, maar bij bodembewoners zouden dergelijke structuren alleen maar tot last zijn, omdat het substraat eraan blijft plakken. Bodembewonende gekko's kunnen soms worden aangetroffen onder zeer droge omstandigheden, zoals halfwoestijnen en steppen.
Sommige soorten gekko's zijn echte cultuurvolgers, wat uitzonderlijk is voor hagedissen. De halfvingergekko's uit het geslacht Hemidactylus zijn een bekend voorbeeld. Deze soorten worden ook wel huisgekko's genoemd omdat ze vaak opduiken in huizen. Ook natuurstenen muren, plantenkwekerijen en vervallen gebouwen zijn voor dergelijke soorten heel geschikt als leefgebied. De Afrikaanse huisgekko leeft van oorsprong in delen van Afrika maar heeft zich verspreid naar Zuid-Amerika. Hier werd de gekko verder landinwaarts gebracht door vissersboten. Er zijn eieren van deze gekko aangetroffen in de kieren van het hout van dergelijke boten.

## Uiterlijke kenmerken
Gekko's zijn in één oogopslag van de meeste hagedissen te onderscheiden door een aantal karakteristieke kenmerken. De ogen van alle gekko's zijn relatief groot, evenals hun poten en vooral de tenen en vingers. Gekko's hebben in de regel geen grote schubben en daardoor een flexibele huid. Alle gekko's hebben ten slotte een afgeplatte kop die, anders dan die van andere hagedissen, nooit uitsteeksels zoals kammen, hoorns of stekels draagt.
De schubben zijn meestal veel fijner waardoor de huid flexibeler is. Nadeel is dat de huid makkelijker scheurt als een exemplaar wordt opgepakt of aangevallen. Veruit de meeste gekko's zijn nachtactief en hebben camouflagekleuren als grijs en bruin. Slechts enkele soorten, zoals de groene boomgekko (Naultinus manukanus), en de Madagaskardaggekko's, uit het geslacht Phelsuma, hebben felle kleuren. Die soorten zijn dagactief en schuilen 's nachts.
Gekko's worden in vergelijking met andere hagedissen niet zo groot; de meeste soorten bereiken inclusief staart een lichaamslengte van ongeveer 10 tot 20 centimeter. De kleinste soorten, zoals de kogelvingergekko's uit het geslacht Sphaerodactylus, worden niet langer dan enkele centimeters. De kleinste soort is de Antilliaanse kogelvingergekko (Sphaerodactylus argus) uit Zuid-Amerika. Die bereikt een maximale lichaamslengte van 1,6 centimeter en is daarmee een van de kleinste gewervelde dieren. Grotere soorten zijn die uit het geslacht Gekko, die een totale lichaamslengte van 40 centimeter kunnen bereiken. De allergrootste nog voorkomende soort is de Nieuw-Caledonische reuzengekko (Rhacodactylus leachianus), die tot bijna 40 cm lang kan worden. Phelsuma edwardnewtoni hoort bij de langste moderne soorten. Deze gekko, die tot de madagaskardaggekko's behoort, kon tot 60 cm lang worden, maar wordt algemeen beschouwd als uitgestorven. De andere soort die zo lang kon worden is Hoplodactylus delcourti, die behoort tot de Nieuw-Zeelandse gekko's uit de familie Diplodactylidae. Deze soort kwam tot vrij recent in Nieuw-Zeeland voor maar is nu alleen bekend van een enkel museumexemplaar.

### Kop

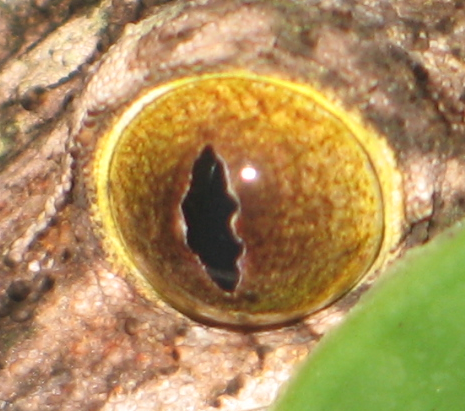
Oog van Uroplatus sikorae, een nachtactieve soort (hier ssp. sameiti)

De kop is in de regel afgeplat. In vergelijking met andere hagedissen hebben gekko's een relatief 'kale' kop. Die draagt nooit kammen, hoorns of ander uitsteeksels zoals die bij veel andere groepen van hagedissen voorkomen. De ooropeningen zijn meestal duidelijk zichtbaar. De tong wordt bij veel soorten gebruikt om de kop schoon te likken.
De kop wordt bij alle soorten gekenmerkt door de opvallend grote ogen. Aan de vorm van de pupil is te zien of een gekko 's nachts of overdag actief is. Soorten die overdag actief zijn hebben een ronde pupil en soorten die voornamelijk 's nachts leven hebben overdag een spleetvormige, verticale pupil. Veel soorten hebben vier boven elkaar gelegen, ruitvormige verbredingen van de pupil. Die vergrotingen zijn bij een aantal soorten onregelmatig van vorm, zodat de pupil door het grillige uiterlijk minder opvalt. De pupil van de nachtactieve soorten is zeer beweeglijk. Deze dieren jagen met de pupil wijd opengesperd. De pupil is dan, net als bij de dagactieve soorten, ovaal tot rond van vorm.

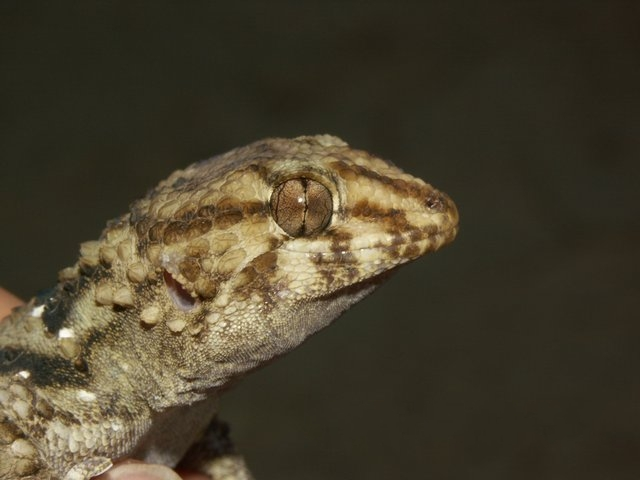
Detail van de kop van de zuidelijk Afrikaanse soort Chondrodactylus bibronii.

Gekko's hebben meestal geen beweeglijke oogleden. Die zijn in de loop der evolutie aan elkaar gegroeid en vormen een transparante laag over het oog. Bij de gekko's heeft het onderste ooglid een doorzichtig deel of venster gekregen, en later in de ontwikkeling is het onderste ooglid vergroeid geraakt over het oog en is het venster groter geworden totdat het gehele ooglid doorzichtig werd. Hetzelfde is overigens gebeurd bij alle slangen, die eveneens doorzichtige en vergroeide oogleden hebben. Ook bij de slangen is altijd het onderste ooglid transparant geworden. Bij de vervelling wordt ook het ooglid vervangen, zodat de gekko steeds een nieuwe 'bril' krijgt. Het ooglid wordt bij de meeste soorten na het opeten van een prooi gereinigd door er met de tong over te likken. Alleen soorten uit de familie Eublepharidae, zoals Aeluroscalabotes felinus, bezitten niet een dergelijke brilachtige structuur. Deze familie wordt beschouwd als een van de basale groepen van de infraorde. De bodembewonende soorten in deze familie hebben ondoorzichtige, beweegbare oogleden omdat ze vaak graven. Een 'bril' zou dan makkelijk beschadigd raken door substraatdeeltjes.
De tong van gekko's wordt niet alleen gebruikt om de bek en de ogen schoon te likken maar dient ook als zintuiglijk orgaan. Door de tong uit te steken worden geurdeeltjes verzameld. Als vervolgens de tong in de bek wordt teruggebracht, en langs het orgaan van Jacobson in het verhemelte wordt bewogen, worden de deeltjes geanalyseerd zodat de gekko kan "ruiken" met de tong. Deze vorm van waarneming komt ook voor bij slangen, maar deze laatsten zijn hier veel beter in gespecialiseerd.

#### Tanden
Gekko's zijn polyphyodont en in staat om elk van hun honderd tanden, elke drie tot vier maanden te vervangen. Naast de uitgegroeide tanden die gebruikt worden om te eten zijn er steeds kleine vervangende tanden aanwezig die ontstaan uit stamcellen in de lamina dentalis. Het gebitstype wordt pleurodont genoemd, de tanden staan niet op de kaakrand maar zijn aan de binnenzijde van het kaakbot verankerd. Deze configuratie is gebruikelijk bij veel soorten hagedissen en slangen.

### Lichaam
Gekko's hebben in vergelijking met andere groepen van hagedissen een relatief grote kop, een klein lichaam en een relatief korte staart. De huid van vrijwel alle gekko's is relatief dun en de schubben zijn kleiner dan die van andere hagedissen. Dit is bij zwangere exemplaren goed te zien; de eieren zijn dan door de huid heen zichtbaar, vooral aan de buikzijde. De schubben overlappen elkaar niet maar liggen tegen elkaar aan waardoor de huid fluweelachtig aanvoelt. Dit heeft als nadeel dat de huid minder goed bepantserd is en kwetsbaarder voor aanvallen van vijanden. Vooral andere reptielen en vogels kunnen de huid door hun tanden respectievelijk snavel gemakkelijk beschadigen. Er zijn slechts enkele gekko's die wel een gepantserde huid hebben, zoals de wondergekko's uit het geslacht Teratoscincus. Deze soorten hebben grote, dikke schubben die elkaar sterk overlappen. De schubben aan de staart zijn vergroeid tot grote, beschermende platen wat ongebruikelijk is voor gekko's.

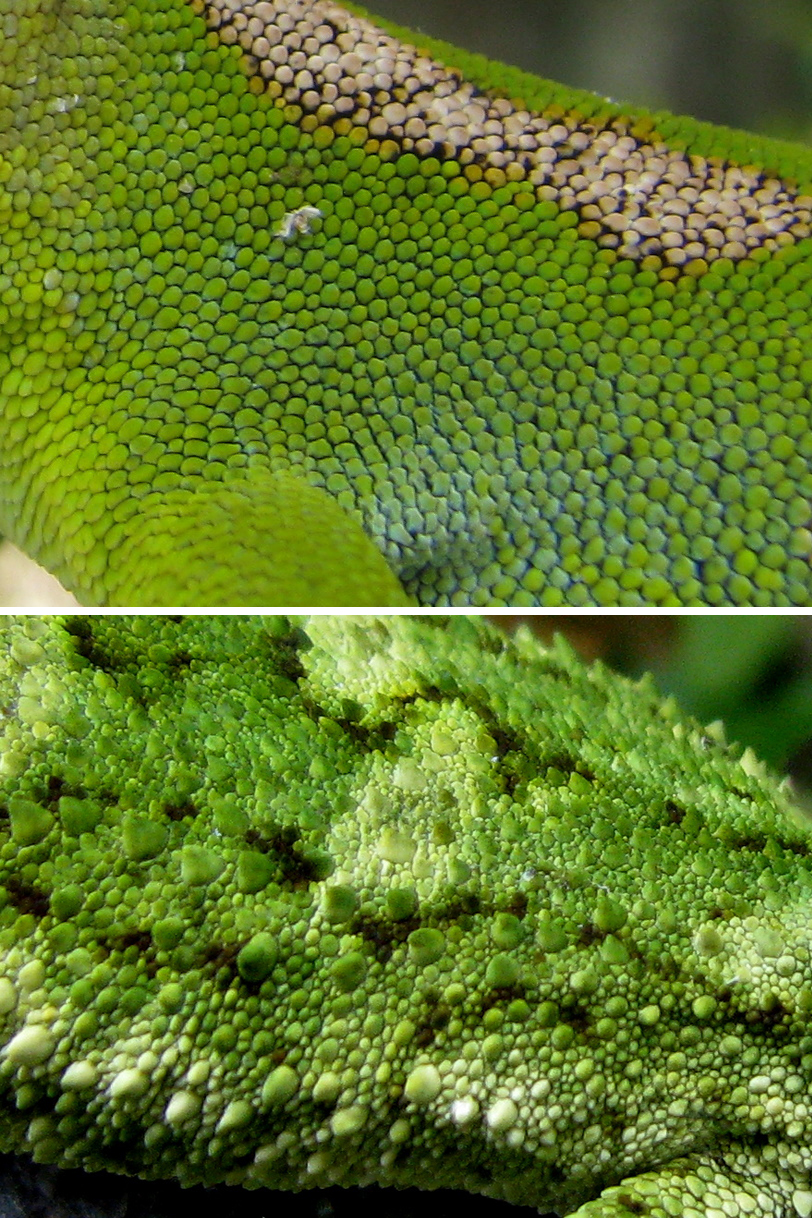
De schubbenhuid van twee Naultinus-soorten.

De meeste soorten hebben gladde schubben, maar ook hier zijn weer enkele uitzonderingen. Gekko's die aan elkaar verwant zijn en tot hetzelfde geslacht behoren kunnen toch heel verschillend gevormde schubben hebben. Op de afbeelding rechts is de schubbenhuid van twee soorten uit het geslacht Naultinus te zien, met boven die van Naultinus grayii en onder die van Naultinus rudis.
De meeste soorten hebben een rekbare, soepele huid wat als voordeel heeft dat gekko's altijd veel lichter zijn dan de meeste andere hagedissen, in verhouding tot hun lichaamslengte. De huid wordt net als bij andere reptielen regelmatig vervangen door een vervelling. Veel gekko's eten de afgeworpen huid direct op teneinde de voedingsstoffen terug te winnen. De huid is waterdicht en is voorzien van en wasachtig laagje. Hierdoor blijven veel soorten drijven op het water. De kleinste gekko's bereiken een lichaamslengte van slechts enkele centimeters en zouden zonder hun speciale huid kunnen verdrinken in een regendruppel.
De lichaamskleur is bij vrijwel alle gekko's onopvallend; veel soorten zijn goed gecamoufleerd. De meeste soorten hebben de kleur en tekening van de ondergrond waarop zij leven, zoals boomschors of granietrotsen. Enkele groepen zijn bijzonder goed gecamoufleerd en zijn nagenoeg onzichtbaar als ze zich op de natuurlijke ondergrond ophouden. Een voorbeeld zijn de bladstaartgekko's uit het geslacht Uroplatus, die sprekend op boombast of op dode bladeren lijken.
Slechts enkele soorten hebben felle kleuren en deze soorten zijn meestal overdag actief. De felle kleuren hebben altijd een functie in de communicatie. Het bekendste voorbeeld zijn de felgroene soorten uit het geslacht Phelsuma die leven op Madagaskar. Deze soorten worden wel de madagaskardaggekko's genoemd en vooral de goudstofdaggekko (Phelsuma laticauda) is een bijzonder bont gekleurde soort. Een ander voorbeeld is de witkeeldaggekko (Gonatodes albogularis), eveneens een dagactieve soort, die een bonte lichaamskleur heeft met een opvallende gele kop.
Gekko's kunnen van kleur veranderen, al is de kleuromslag nooit zo drastisch als bijvoorbeeld bij de kameleons. Veel soorten hebben 's nachts een andere huidskleur dan overdag; vaak is de huid overdag lichter gekleurd en 's nachts donkerder. Er zijn ook soorten waarbij dit precies andersom is, zoals de Afrikaanse soort Hemidactylus fasciatus. Deze is overdag donker van kleur en 's nachts wordt de huid lichtbruin tot geel.

### Poten

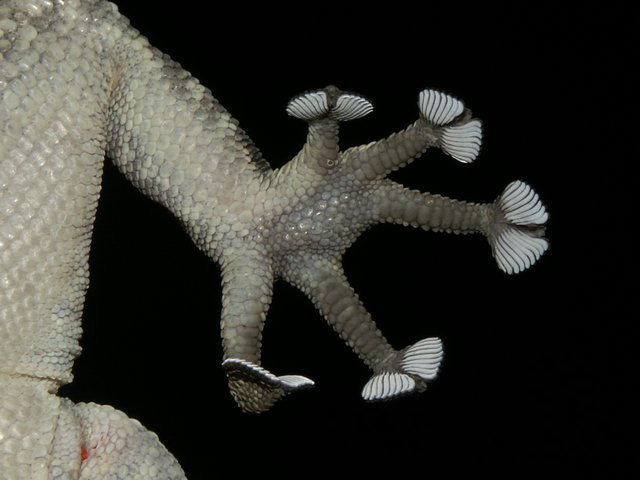
Tenen van de waaierteengekko Ptyodactylus puiseuxi.

De vorm van de poten kan van soort tot soort sterk verschillen. De tenen en vingers dragen meestal nagels, zodat de gekko over kleine klauwtjes beschikt. Bij een aantal soorten zijn de nagels intrekbaar, net als bij katachtigen voorkomt. Onder andere de Europese bladvingergekko kan dit.
Vooral de vorm van de tenen vertoont veel variatie, die veelal samenhangt met de levenswijze. De vorm en het uiterlijk van de poten van gekko's zijn daardoor meestal karakteristiek voor de groep waartoe een soort behoort. Veel gekko's hebben een wetenschappelijke naam waarin naar de bouw van de tenen wordt verwezen. Hierbij wordt vaak het woord dactylus (teen, vinger) gebruikt. De bekendste vormen van de vingers en tenen bij de gekko's zijn:
- Dunne tenen zonder duidelijke hechtlamellen; dergelijke soorten zijn meestal woestijnbewoners die in rotsige omgevingen leven. Voorbeelden zijn Saurodactylus ('hagedisteen') en Gymnodactylus ('naakte teen').
- Dunne tenen met grote hechtlamellen; deze soorten hebben de opvallendste tenen, een voorbeeld zijn de soorten uit de geslachten Phyllodactylus ('blad-teen') en Sphaerodactylus ('bal-teen').
- Dikke tenen met grote hechtlamellen; dergelijke soorten leven vaak op bomen en rotsen en hebben een klimmende levenswijze. Binnen de gekko's komt deze vorm het vaakst voor. Voorbeelden zijn de geslachten Ptyodactylus ('waaierteen') en Diplodactylus ('dubbelteen').
- Dikke tenen met een huid tussen de tenen; dit komt voor bij sommige woestijnbewonende soorten die leven in zandige en rotsarme gebieden. Ze gebruiken de teenvliezen bij het graven. Een voorbeeld zijn soorten uit het geslacht Pachydactylus ('dikke teen').

#### Hechtlamellen

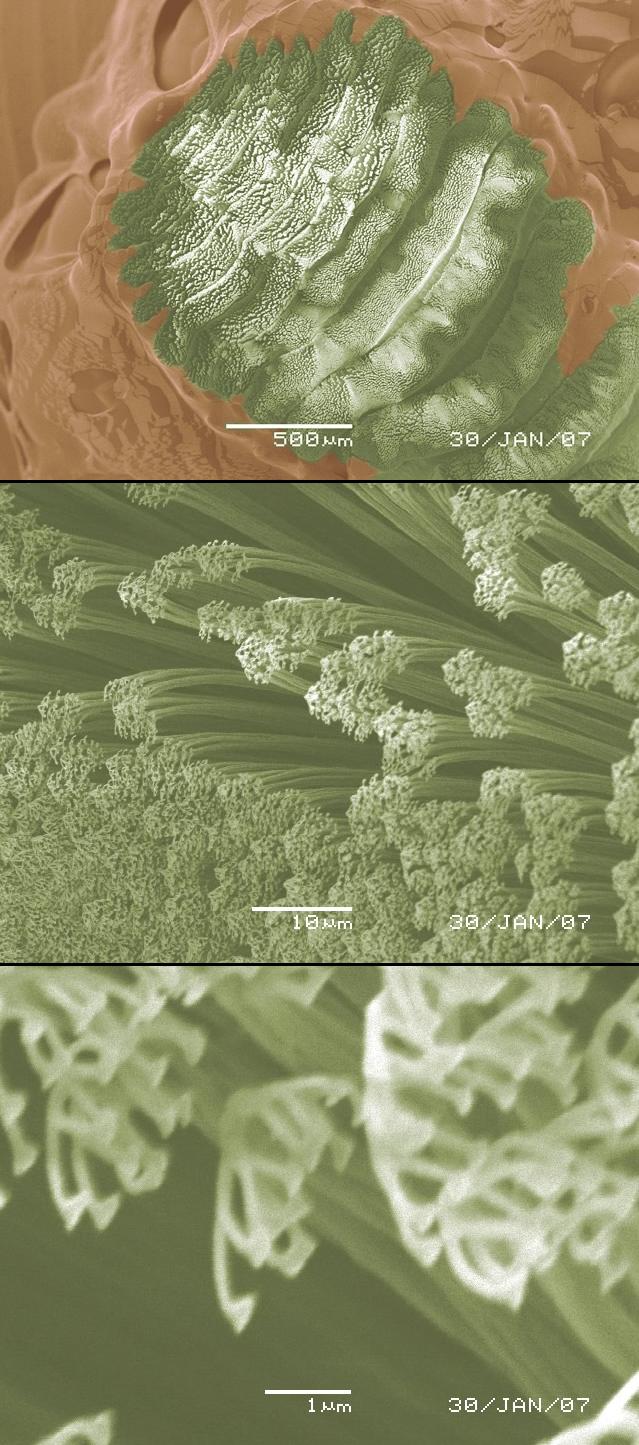
Microscopische opnames van de hechtlamellen, de setae en de spatulae.

Gekko's staan bekend om hun vermogen om tegen allerlei oppervlakken te klimmen, zelfs verticaal en ondersteboven op glas. Dit vermogen komt ook voor bij veel andere hagedissen zoals anolissen. Alle gekko's die een dergelijk klimvermogen hebben, dragen gegroefde structuren aan de onderzijde van de tenen. Deze groefjes worden de hechtlamellen genoemd, of kortweg 'lamellae'. Dat deze structuren verantwoordelijk waren voor de extreme kleefkracht was al heel lang bekend, maar het onderliggende principe vormde een groot raadsel. In eerste instantie ging men ervan uit dat de dieren gebruikmaakten van een soort kleverige lijmstof zoals bij slakken voorkomt. Er werden bij onderzoek hiernaar echter nooit resten van een dergelijke kleefstof aangetroffen, waardoor dit al snel in twijfel werd getrokken. Ook werd geopperd dat de tenen voorzien waren van kleine zuignapjes om zich vast te houden. Zuignappen worden door verschillende diergroepen gebruikt om zich te hechten, zoals door inktvissen en sommige waterkevers. Op zeer gladde oppervlakken echter, zoals sterk gepolijst glas, bleken de gekko's zich echter in het geheel niet te kunnen hechten, terwijl zuignapjes of een kleefstof hierop juist zeer effectief zouden zijn. Toen de poten voor het eerst onder een zeer sterke vergroting werden bekeken, bleek dat de lamellen niet alleen waren voorzien van 5 micrometer kleine haartjes (setae), maar dat die haartjes zelf weer voorzien waren van nog fijnere structuren van 0,2 micrometer (spatula), die eindigden in extreem dunne uitlopers. De setae en spatulae bestaan uit bèta-keratine.
De uitlopers zijn klein en talrijk. De schaal van de uitlopers is zo klein dat ze op een atomaire schaal worden aangetrokken door de ondergrond, waarbij de vanderwaalskrachten, de onderlinge aantrekkingskrachten tussen moleculen, een belangrijke rol spelen. Het is deze interactie - de vanderwaalskracht - die de gekko zijn enorme kleefkracht geeft. De gekko kan deze krachten echter niet 'aan' en 'uit' zetten, hij plakt vast aan een oppervlak zodra de tenen contact maken, en kan pas weer los komen door de tenen in een hoek van ongeveer dertig graden op te lichten. Het bijzondere aan deze aanpassing is dat het systeem bijna altijd werkt; er zijn geen vloeistoffen of andere stoffen nodig. Voor zover bekend is teflon de enige stof waarop de lamellen zich nooit kunnen hechten. Omdat de vanderwaalskracht afhankelijk is van de polariseerbaarheid van een stof, en teflon een zeer lage polariseerbaarheid heeft, is de vanderwaalskracht tussen de lamellen op de tenen van een gekko en teflon erg laag.
De afbeelding links geeft verschillende vergrotingen van de structuur van de lamellen weer. Boven is de onderzijde van de teen met de gleufjes weergegeven en in het midden zijn de zeer fijne haartjes zichtbaar die de lamel bedekken. Onderaan valt te zien, dat ook deze haartjes vele uitlopers hebben die het hechtoppervlak nog sterker vergroten.
Niet alle soorten bezitten hechtlamellen. Verschillende woestijnbewonende soorten hebben ze niet. Omdat deze gekko's op los zand leven zouden de lamellen de voortbeweging eerder belemmeren dan bevorderen.

### Staart

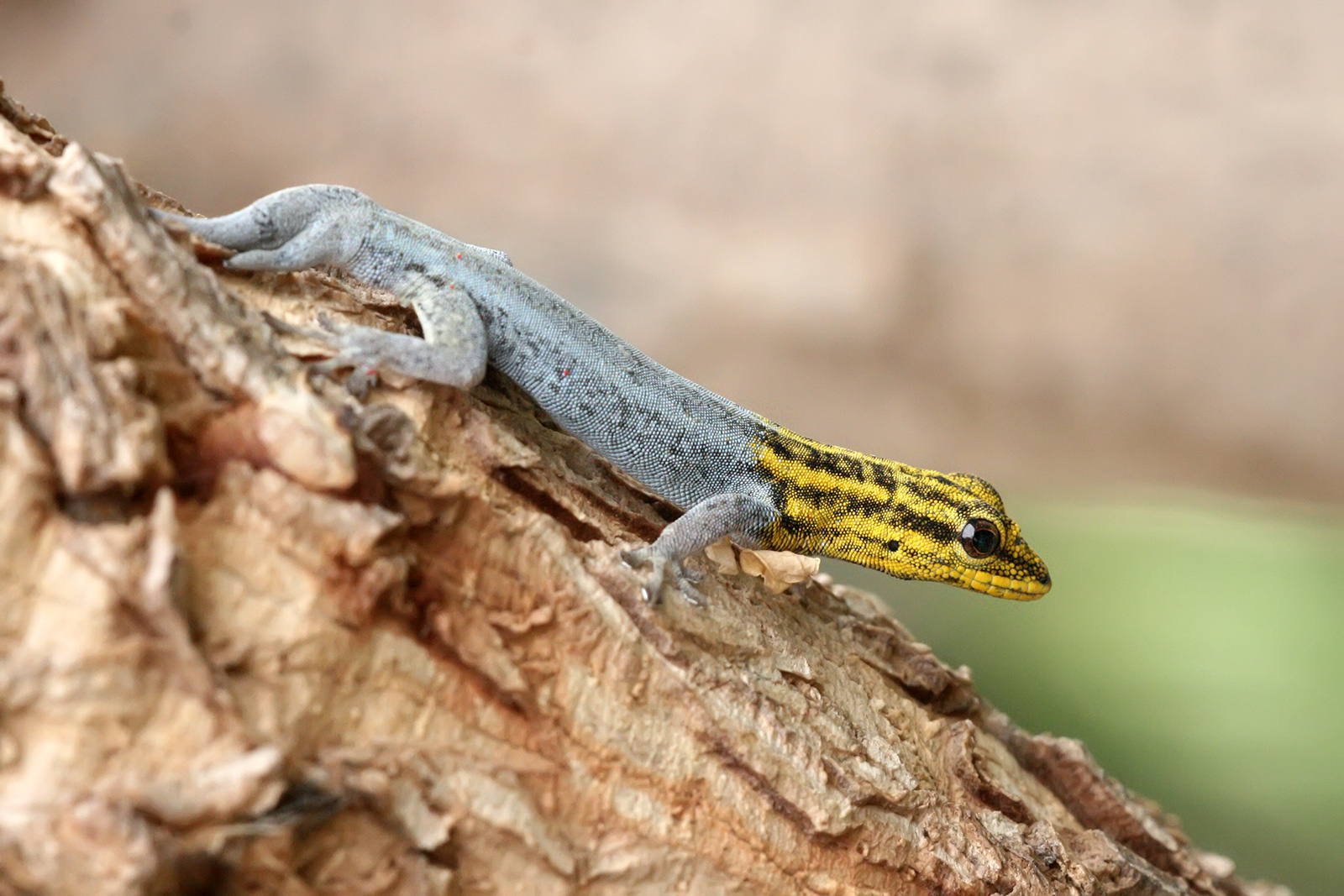
Dit exemplaar van de soort Lygodactylus luteopicturatus heeft een gevorkt staartuiteinde nadat de originele staart is afgeworpen.

De staart wordt bij veel gekko's gebruikt om de lichaamsvorm te maskeren. Bij die soorten is vaak ook het lichaam zelf goed gecamoufleerd. Een voorbeeld zijn de Australische gekko's uit het geslacht Phyllurus, die een sterk vergrote en afgeplatte staart hebben die lijkt op een blad. De staart en het lichaam zijn bedekt met kleine stekeltjes en hebben een onregelmatige tekening zodat de dieren niet opvallen op boomschors. De bladstaartgekko's uit het geslacht Uroplatus passen een vergelijkbare truc toe: de staart is sterk afgeplat en doet denken aan een verdord blad. Zelfs de nerven van een blad worden nagebootst en een bij aantal soorten heeft de staart onregelmatige inkepingen. Deze inkepingen doen denken aan insectenvraat en verbeteren zo de camouflage. Er bestaan ook soorten met een extreem korte staart, zoals de soorten uit het geslacht knopstaartgekko's (Nephrurus). De staart van deze gekko's is eerder knopvormig dan langwerpig.
Kenmerken van de staart worden bij meerdere gekko's in de wetenschappelijke naam vernoemd. Zo verwijst de geslachtsnaam Uroplatus naar de platte (πλατύς of platus) staart (οὐρά of oura) van de soorten in dat geslacht.
Een eigenschap van vrijwel alle gekko's is, dat ze hun staart kunnen afwerpen als ze hieraan worden vastgegrepen. De staart breekt af bij een speciaal breukvlak in de staartwervels. De staart groeit in de loop der tijd weer aan. Als hij later weer een keer afbreekt, zal dat op hetzelfde punt zijn. Dit verschijnsel heet autotomie. Het komt ook voor bij veel andere hagedissen, maar ook bij regenwormen, sommige vissen en veel geleedpotigen. Bij de gekko's blijft de staart na eenmaal afgebroken te zijn altijd kleiner dan hij oorspronkelijk was, en is dan in de regel ook veel donkerder gekleurd. Omdat veel soorten hun staart vrij gemakkelijk afwerpen, zijn er in het wild vaak maar weinig individuen te vinden die hun originele staart nog bezitten. Bij het aangroeien van de nieuwe staart is de temperatuur van belang; bij een lagere temperatuur wordt de staart korter en groeit minder snel dan bij een hogere temperatuur. De nieuwe staart kan door een genetisch defect verdubbelen zodat de gekko twee staarten krijgt, en er zijn zelfs wel gekko's met drie staarten waargenomen.
Veel soorten gekko's gebruiken de staart als tijdelijke opslag voor vetten. Ook mineralen en andere essentiële voedingsstoffen worden in de staart opgeslagen. In goede tijden wordt de staart hierdoor dikker en in mindere tijden, zoals gedurende de winter, teert de gekko op de reserves in zijn staart, waarbij deze slinkt. Veel andere groepen van hagedissen kunnen dat minder goed, omdat de schubbenhuid stugger is, zodat de staart niet uit kan zetten.
De Nieuw-Caledonische reuzengekko (Rhacodactylus leachianus) heeft aan de onderzijde van de staartpunt twee rijen schubben die hechtvermogen hebben. Hierdoor kan de gekko zijn staart als extra 'poot' gebruiken om zich aan takken vast te grijpen. De staart van de knopstaartgekko's uit het geslacht Nephrurus is bijzonder kort en knopvormig. De staart bevat echter veel zenuwuiteinden, zodat deze waarschijnlijk een rol speelt bij de zintuiglijke waarneming. Het is nog niet precies bekend wat de meerwaarde is van dit zintuiglijke vermogen.

### Geslachtsonderscheid

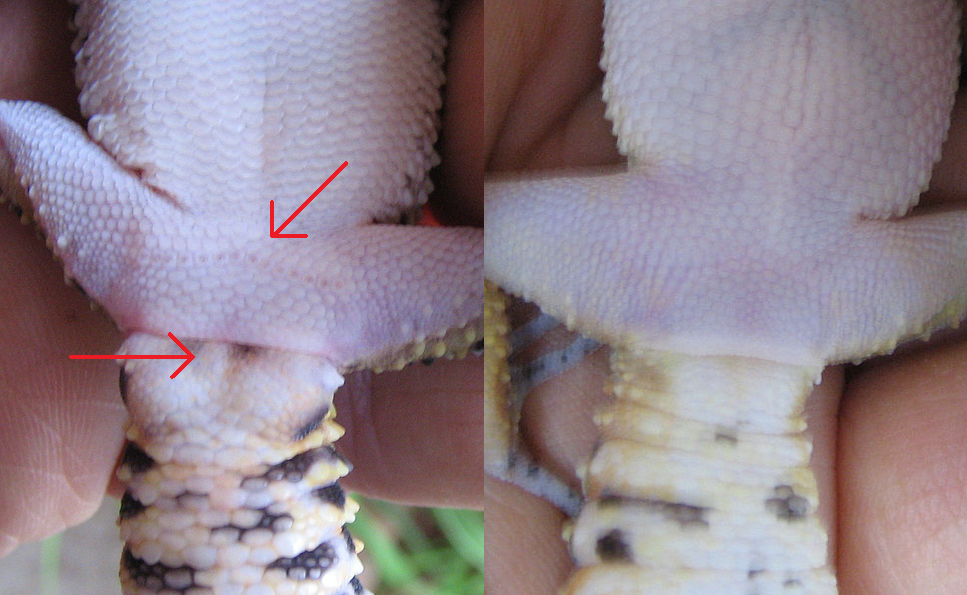
Mannetje (links) en vrouwtje van de pantergekko met preanale poriën (bovenste pijl) en de gewelfde cloaca (onderste pijl).

Bij de gekko's worden mannetjes vaak groter dan de vrouwtjes. Vaak zijn ze ook lichter gekleurd, waardoor de kleuren van de mannetjes wat meer afsteken. Net als andere hagedissen hebben de mannetjes poriën aan de onderzijde van het lichaam. Die zijn in een rij dwars op de lichaamsas gelegen, vlak voor de cloaca. Deze poriën worden wel de preanale of precloacale poriën genoemd. Ook de vrouwtjes hebben dergelijke poriën, maar bij vrouwtjes zijn ze in de regel veel minder duidelijk. De poriën scheiden een gelige, vettige stof af die aan het substraat blijft plakken. De stof dient als geurspoor, zodat vrouwtjes hun weg naar een mannetje kunnen vinden.
Mannetjes hebben een verdikte staartwortel en een meer gewelfde cloaca-omgeving dan de vrouwtjes. Dit komt door de aanwezigheid van de hemipenis; dit is de 'dubbele' penis van hagedissen. Omdat tijdens de paring de staart in de weg zit hebben hagedissen een gevorkte penis, zodat zowel van links als rechts contact gemaakt kan worden met de cloaca van een vrouwtje.
Vrouwtjes zijn het makkelijkst van mannetjes te onderscheiden als ze zwanger zijn en eieren dragen. Het vrouwtje ziet er dan zeer plomp uit, omdat de huid van de gekko's erg dun is zijn de eieren vaak dwars door de huid te zien.

## Levenswijze
Vrijwel alle gekko's zijn schemer- of nachtactief en schuilen overdag in bomen, struiken of onder stenen. Slechts enkele soorten zijn dagactief, zoals de Madagaskardaggekko's en soorten uit de geslachten Naultinus en Gonatodes, zoals de witkeeldaggekko (Gonatodes albogularis) uit het Caribisch gebied.
Alle gekko's zijn zichtjagers. Gekko's gebruiken daarnaast hun tong op de manier zoals andere hagedissen en slangen dat doen, om geur waar te nemen. Ze gebruiken echter voornamelijk visuele prikkels om hun prooien op te sporen en vijanden te ontwijken. Gekko's kunnen alleen bewegende prooien zien. Zodra een prooi zich stilhoudt is deze onzichtbaar voor de gekko. Dit heeft overigens niets met de ogen te maken, maar met de manier waarop de zintuiglijke prikkels worden verwerkt in de hersenen.
Gekko's zijn de enige reptielen die een complexe vorm van geluid kunnen produceren. Er zijn wel meer reptielen die geluid maken, zoals bij verstoring of bedreiging, maar verder dan grommende en sissende geluiden komen de reptielen niet. Gekko's daarentegen brengen verschillende geluiden voort, vergelijkbaar met kikkers die hiervoor hun kwaakblaas gebruiken. De verschillende geluiden worden wel omschreven als gillend, fluitend, roepend, kwakend of blaffend.
De geluiden worden voortgebracht door lucht langs het strottenhoofd en met stembanden vergelijkbare structuren in de keel te voeren. Er is een grote verscheidenheid aan geluiden en veel soorten kunnen meerdere geluiden maken, waarbij elk geluid een eigen functie heeft. De meeste gekko's maken geluiden om een partner te lokken om mee te paren. Het zijn dan vaak de mannetjes die roepen. Geluid dient echter niet altijd om soortgenoten te lokken; van een aantal soorten is bekend dat ze roepen om soortgenoten juist op afstand te houden. De functie van het geluid is vergelijkbaar met die van geursporen van andere dieren, en de zang van vogels, om het territorium af te bakenen. Van de tokeh (Gekko gecko) bijvoorbeeld is een roepgeluid bekend dat dient om de eigen positie bekend te maken aan soortgenoten.
De fluitgekko (Ptenopus garrulus maculatus) komt voor in zandige gebieden waar de dieren holen graven waarin ze leven. De gekko's maken in de schemering luide, fluitende geluiden die dienen om soortgenoten op afstand te houden. Zodra het echter donker wordt stoppen ze met roepen. Het dient waarschijnlijk om confrontaties tussen de agressieve dieren te vermijden.
Het geluid wordt ten slotte gebruikt om af te schrikken. Hierbij worden vaak dreiggeluiden gemaakt. Dat varieert van een musachtig gepiep tot grommen, blazen of gillen.

## Voedsel

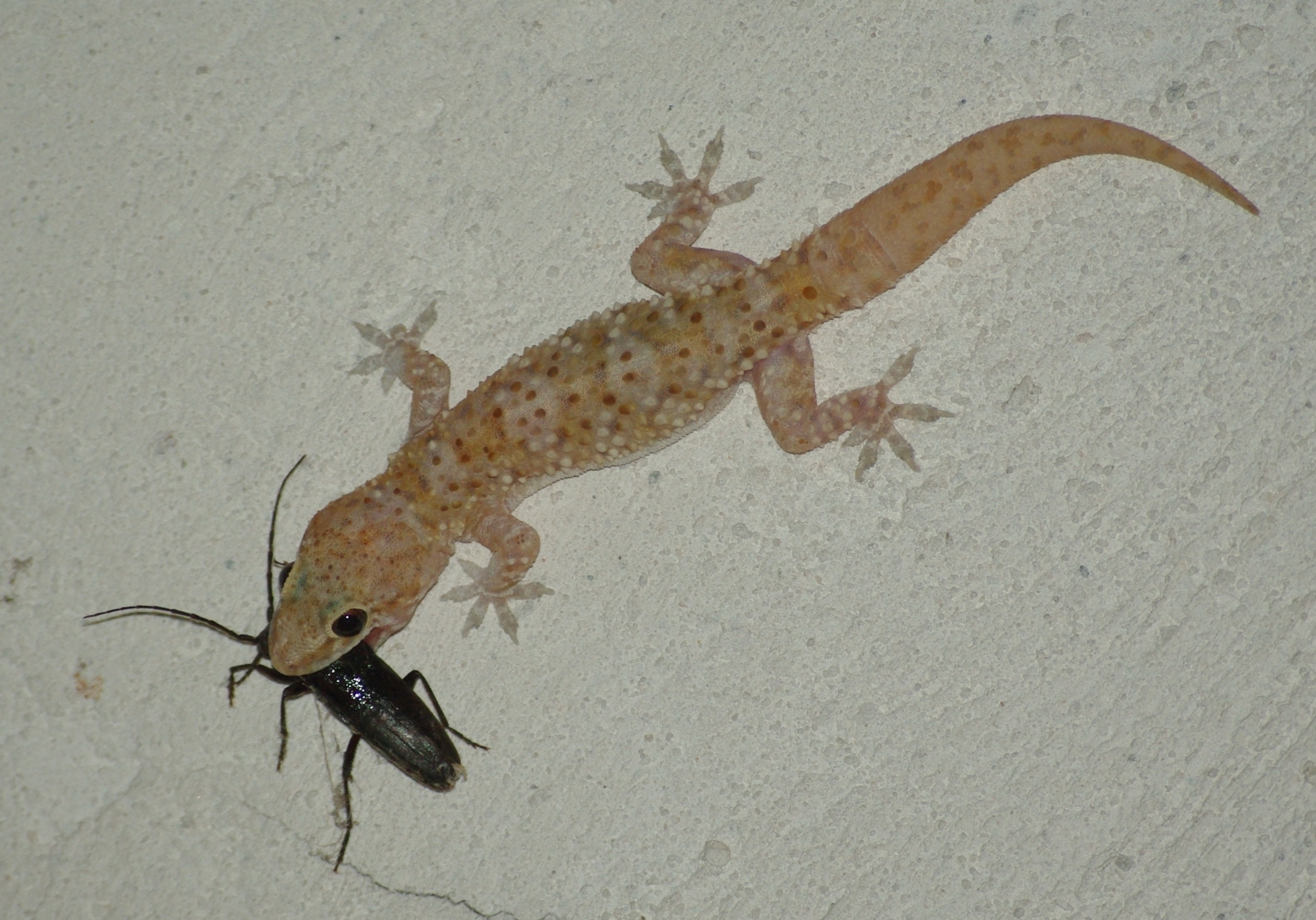
Europese tjitjak met een buitgemaakte boktor
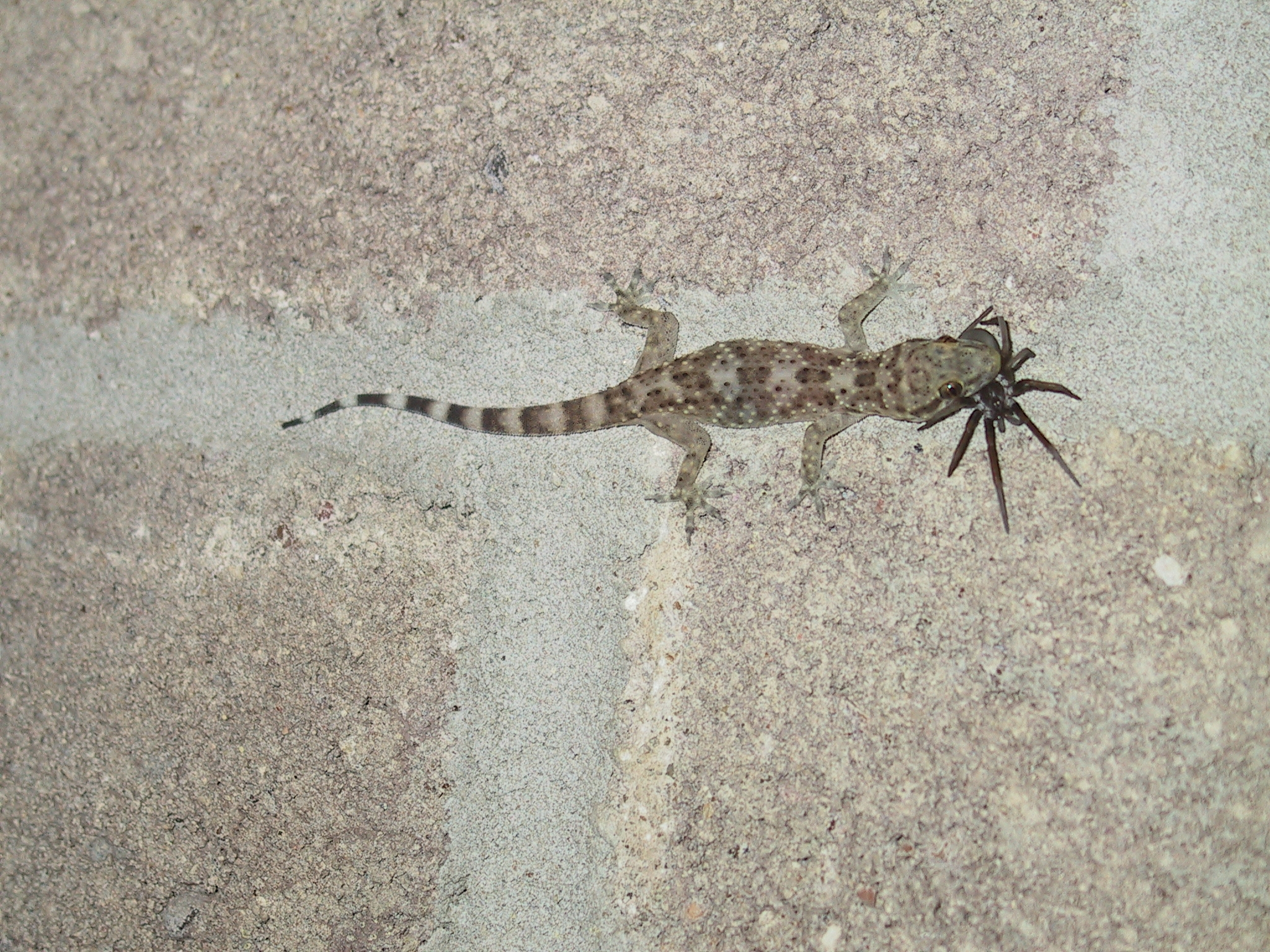
De tjitjak eet een spin
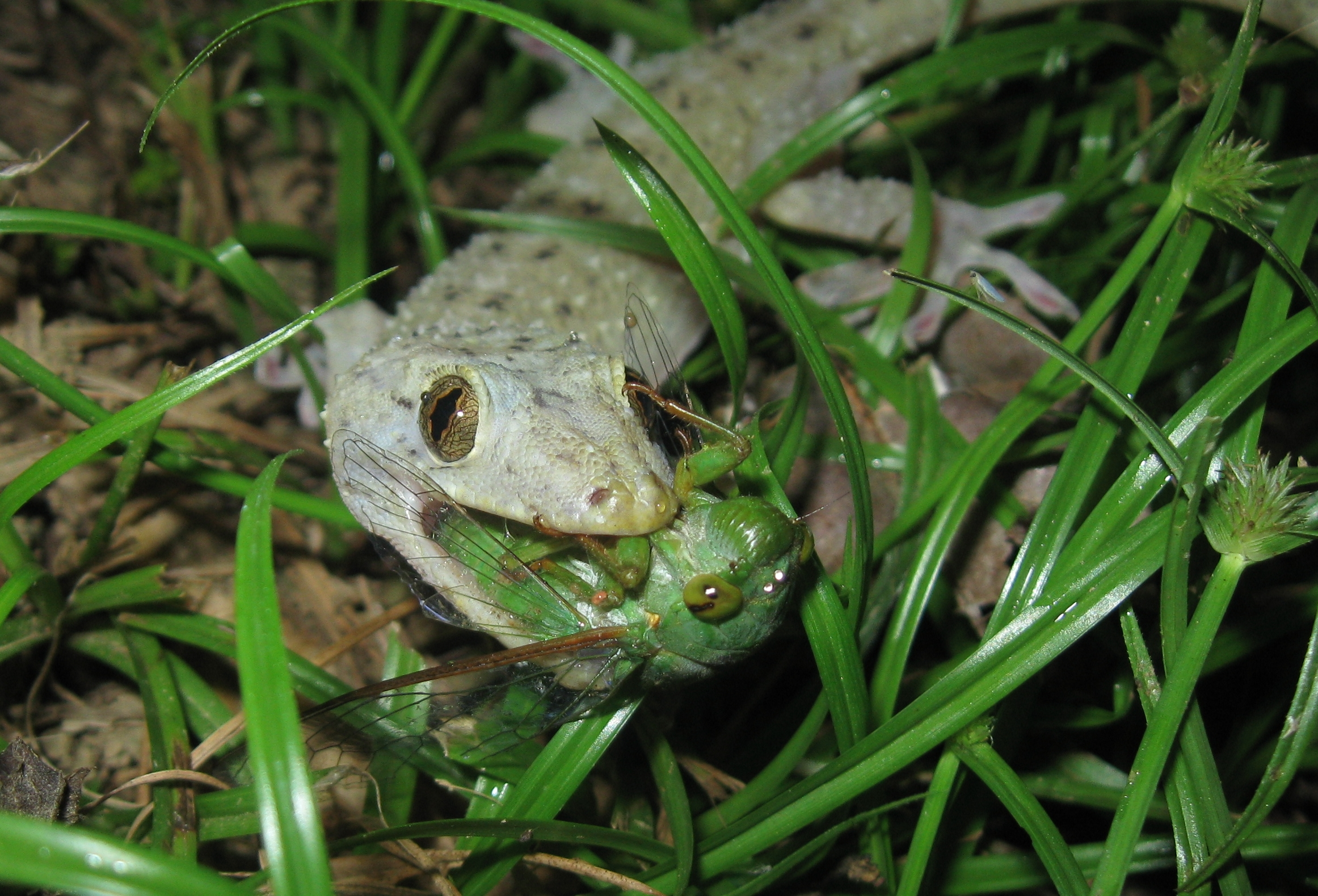
Een tjitjak eet een cicade
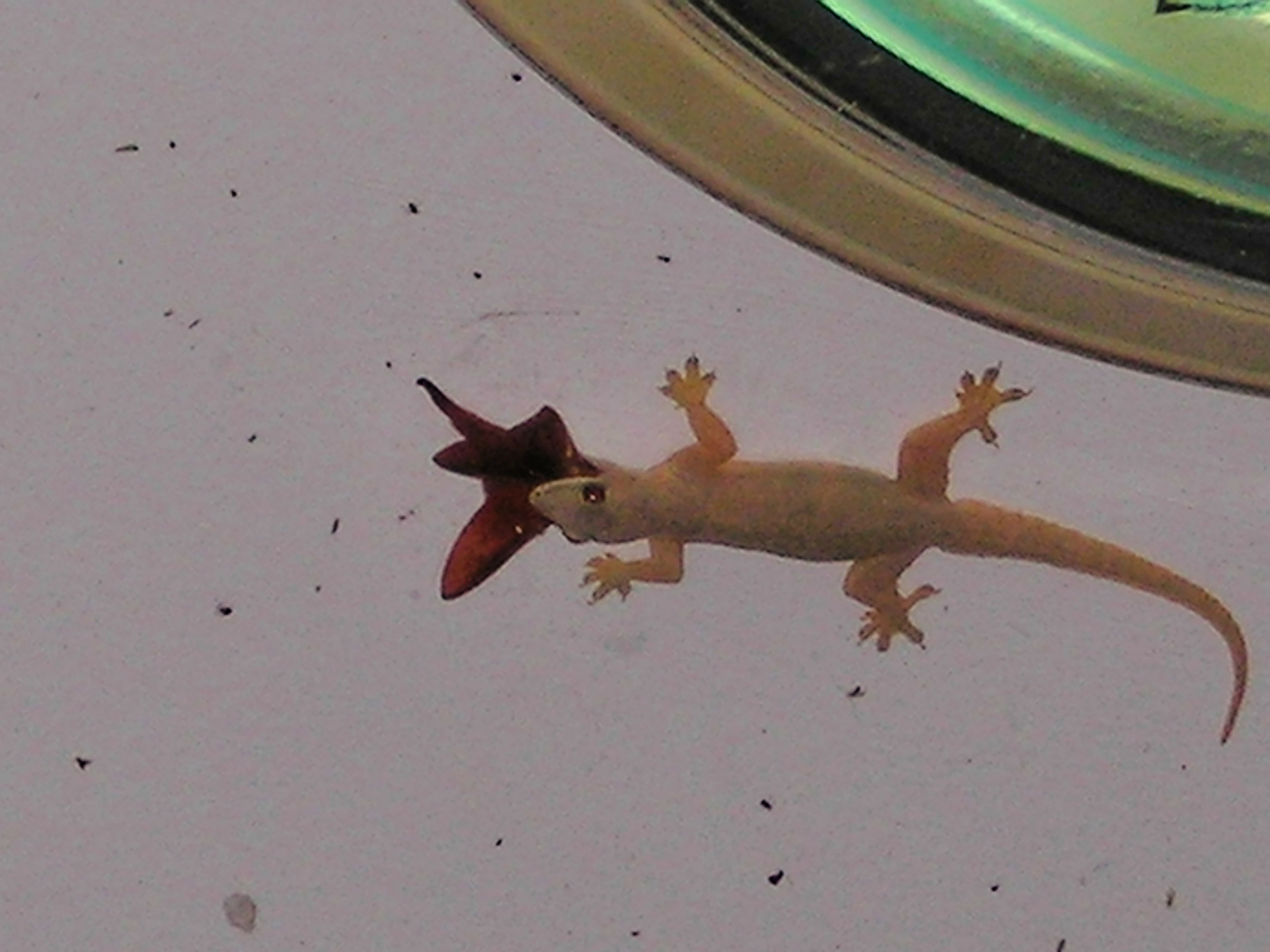
Thaise platstaartgekko eet een vlinder

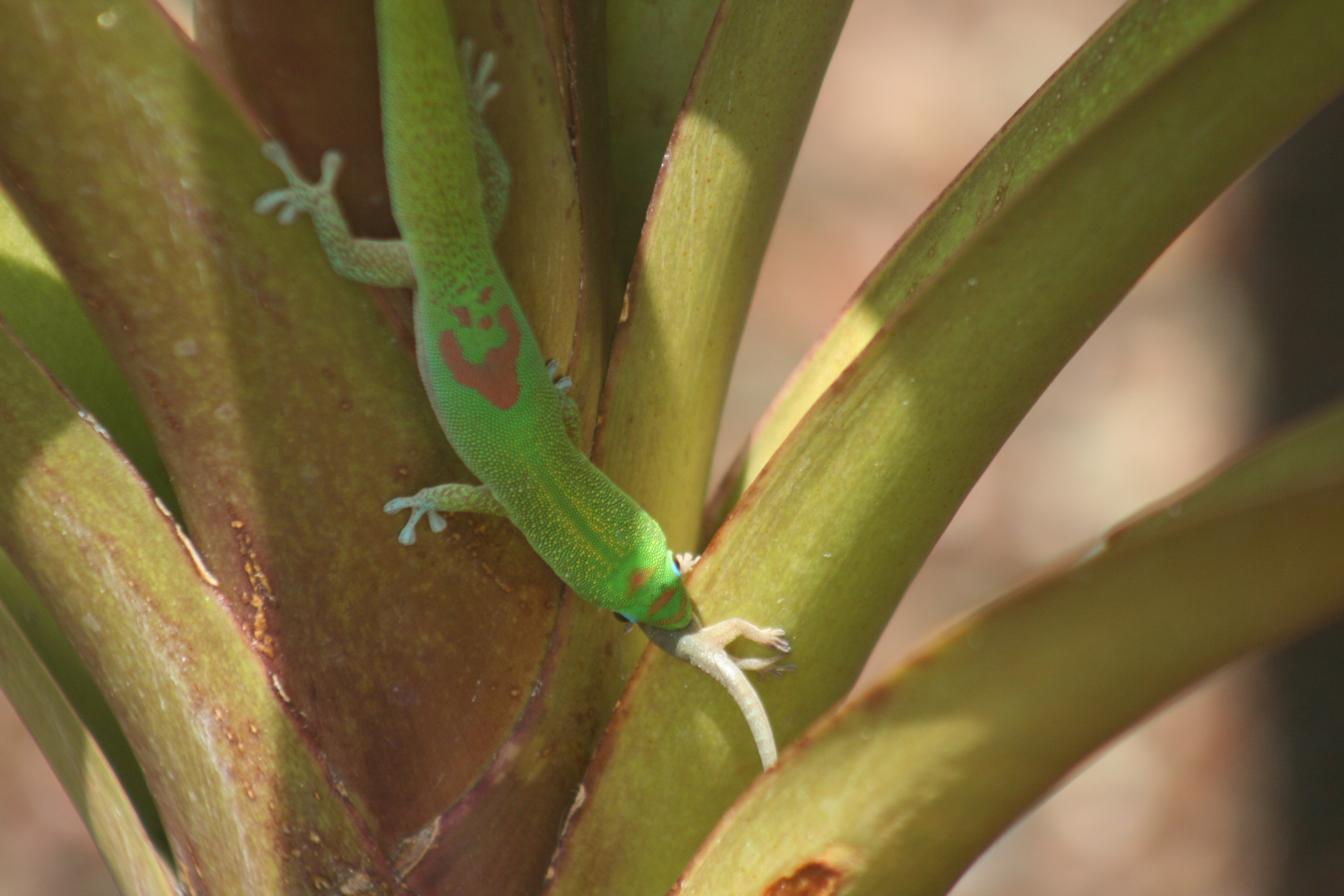
Een goudstofdaggekko (Phelsuma laticauda) eet een kleinere soortgenoot; veel soorten zijn kannibalistisch.

Gekko's zijn carnivoor en leven van ongewervelde dieren zoals insecten en spinnen. De grotere soorten deinzen er niet voor terug om grote rovende ongewervelden te eten, zoals schorpioenen en duizendpoten. Van heel grote soorten, zoals de tokeh (Gekko gecko) is bekend dat ze zelfs kleine gewervelden eten, zoals andere hagedissen of vogels. Veel gekko's eten als ze de kans krijgen ook hun eigen jongen, wat kannibalisme wordt genoemd.
Sommige gekko's leven ook wel van suikerrijke plantaardige delen. De madagaskardaggekko's snoepen weleens van nectar of vruchtensappen. De soorten die nectar eten, likken de vloeistof met de tong uit bloemen. Van de madagaskardaggekko (Phelsuma madagascariensis) is beschreven dat sinaasappels en bananen een voorkeur hebben. Van de Japanse tokeh (Gekko japonicus) is bekend dat de dieren in gevangenschap ook wel fruit eten. De soort Gehyra mutilata wordt in de Engelse taal wel 'suikerhagedis' genoemd vanwege de voorkeur voor zoete stoffen.
Met name de huisgekko's uit het geslacht Hemidactylus worden in warmere streken erg gewaardeerd omdat ze zich weinig aantrekken van de mens en in stedelijke gebieden enorme hoeveelheden insecten opruimen, zoals huiskrekels en kakkerlakken. Van de muurgekko is bekend dat die duizendpoten, kakkerlakken, kevers, krekels, spinnen en vlinders op het menu heeft staan.
Gekko's zijn opportunistische jagers en kennen nooit een strikte voedselvoorkeur zoals andere hagedissen dat wel hebben. Wel is een aantal soorten zo klein dat de meeste insecten simpelweg te groot voor ze zijn en zij leven van luizen en andere kleine ongewervelden. Voorbeelden zijn enkele zeer kleine kogelvingergekko's (geslacht Sphaerodactylus), die op eilanden leven waar geen spinnen en andere rovende geleedpotigen voorkomen. De kleine gekko's hebben daar de ecologische niche van deze dieren opgevuld.

## Voortplanting en ontwikkeling

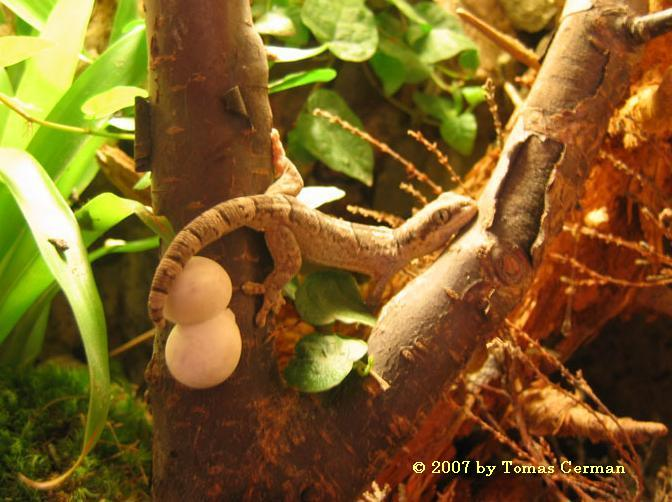
Homopholis fasciata met eieren.

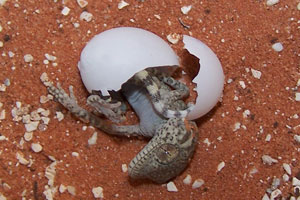
Geboorte van Agamura persica

Gekko's zijn in de regel eierleggend en leggen slechts enkele eieren per legsel, meestal twee. Van een aantal soorten is bekend dat ze soms drie eieren leggen. Er zijn ook gekko's die per keer maar een enkel leggen, zoals de kleine kogelvingergekko's (geslacht Sphaerodactylus). Deze soorten leven echter in tropische streken en kunnen zich het gehele jaar door voortplanten.
De eieren zijn als ze worden gelegd nog zacht, zodat ze de cloaca van het vrouwtje kunnen passeren. Veel soorten leggen relatief grote eieren, die het embryo een hogere overlevingskans geven. De eieren zijn vaak zeer groot in vergelijking met het moederdier, zoals op de afbeelding rechtsboven te zien is. Zodra de eieren bloot staan aan de buitenlucht harden ze uit. De eieren van gekko's zijn kalkachtig en hard en niet perkamentachtig en zachter zoals de eieren van veel andere reptielen. Vrouwtjes hebben veel kalk nodig voor de ontwikkeling van de eieren. Van een aantal soorten is bekend dat het vrouwtje klieren in de keel heeft die calcium binden. De klieren scheiden een calciumrijke vloeistof af als de calciumbehoefte toeneemt bij de ontwikkeling van de kalkschaal van de eieren.
Vrijwel alle gekko's leven in vochtige en warme, tropische gebieden, waar de gemiddelde temperatuur hoog genoeg is om de eieren buiten het lichaam te laten uitkomen. Veel gekko's begraven hun eieren niet in de bodem zoals de meeste hagedissen doen, maar plakken deze vast tegen takken en bladeren. De eieren zijn ook aangetroffen onder boomschors en zelfs in de haren van andere dieren. Van gekko's is bekend dat de vrouwtjes de eieren soms op dezelfde plaats afzetten. Hierdoor kunnen de eieren van verschillende exemplaren in grote groepen worden aangetroffen. Van de Afrikaanse huisgekko zijn eens vijftig eieren op dezelfde plaats ontdekt en van de soort Ptyodactylus hasselquistii werden zelfs 62 eieren van verschillende vrouwtjes aangetroffen.
Gekko's kennen meestal geen vorm van broedzorg. Alleen van de tokeh is bekend dat het vrouwtje de eieren bewaakt tot ze uitkomen. Bij de meeste andere soorten moeten de jongen uitkijken voor de ouderdieren omdat deze geen verschil maken tussen een insect en een kleine hagedis. Gekko's staan bekend als vrij kannibalistisch.
Gekko's ontwikkelen zich snel en leven relatief kort. In de meeste gevallen zijn de juvenielen na een half jaar tot een jaar volwassen. Veel soorten leven hooguit drie tot vier jaar. Van in gevangenschap gehouden soorten is echter bekend dat ze een leeftijd kunnen bereiken van meer dan twintig jaar.
Sommige gekko's leggen geen eieren maar zijn eierlevendbarend. Dit wil zeggen dat de dieren wel eieren ontwikkelen, maar deze komen nog in het lichaam uit. Dergelijke soorten komen altijd voor in koelere gebieden, zoals de soorten uit het geslacht Hoplodactylus. De zwangerschap duurt lang. Van de soort Woodworthia maculatus is bekend dat de jongen pas na een zwangerschap van 14 maanden worden geboren. Hierdoor kan deze gekko zich niet ieder jaar voortplanten. Een bijzonder geslacht vormen de Rhacodactylus-soorten. Vijf van de zes soorten zijn namelijk eierleggend, maar Rhacodactylus trachyrhynchus uit Nieuw-Caledonië is levendbarend.

## Vijanden en verdediging

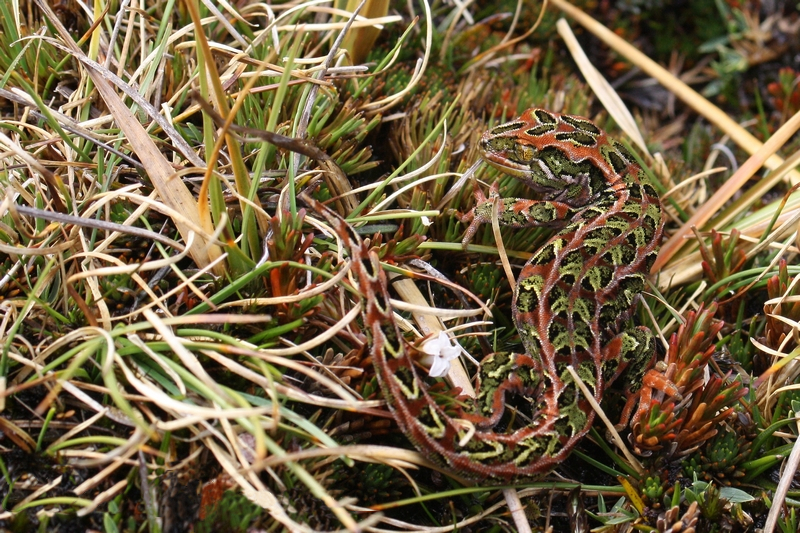
Hoplodactylus rakiurae
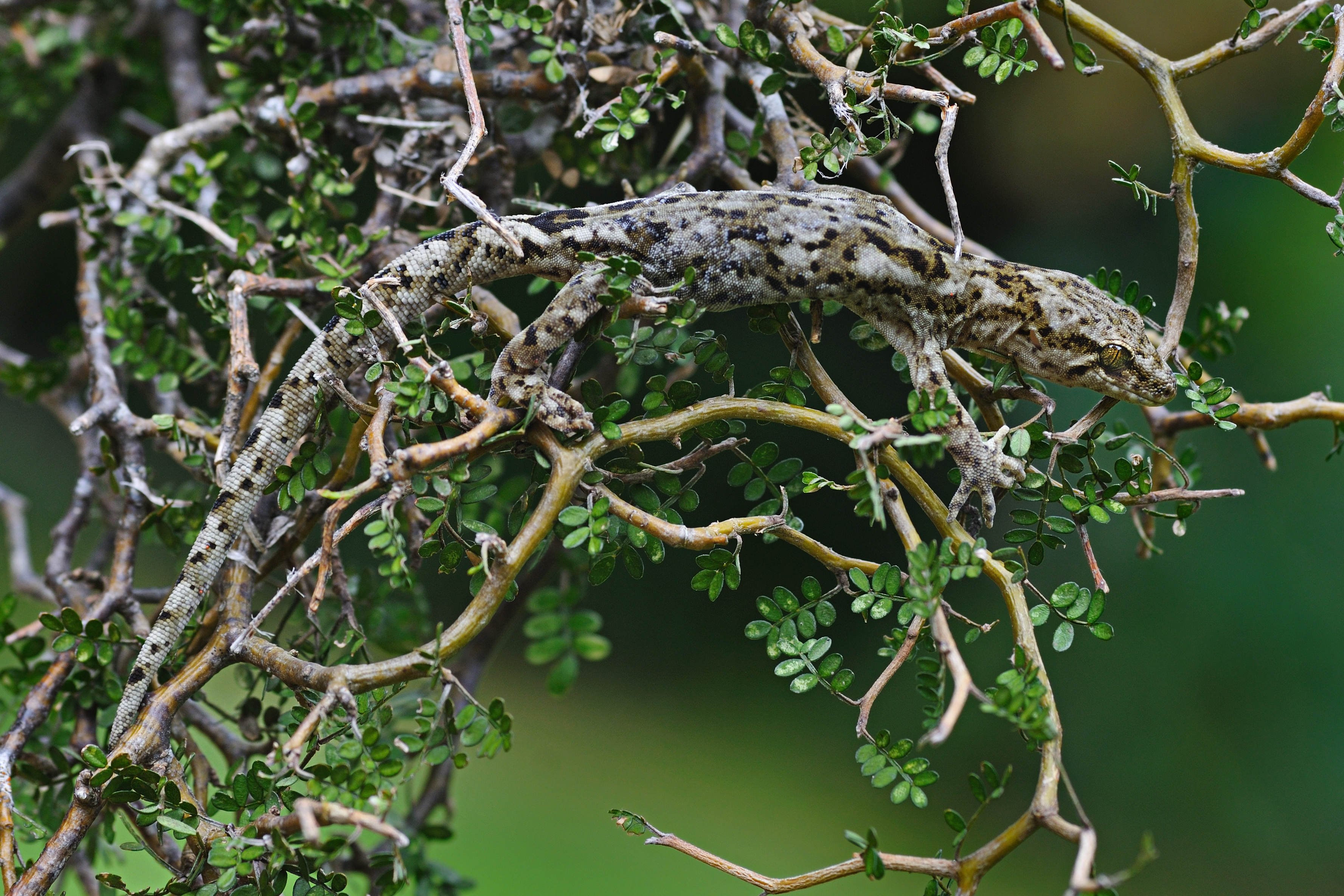
Hoplodactylus brunneus
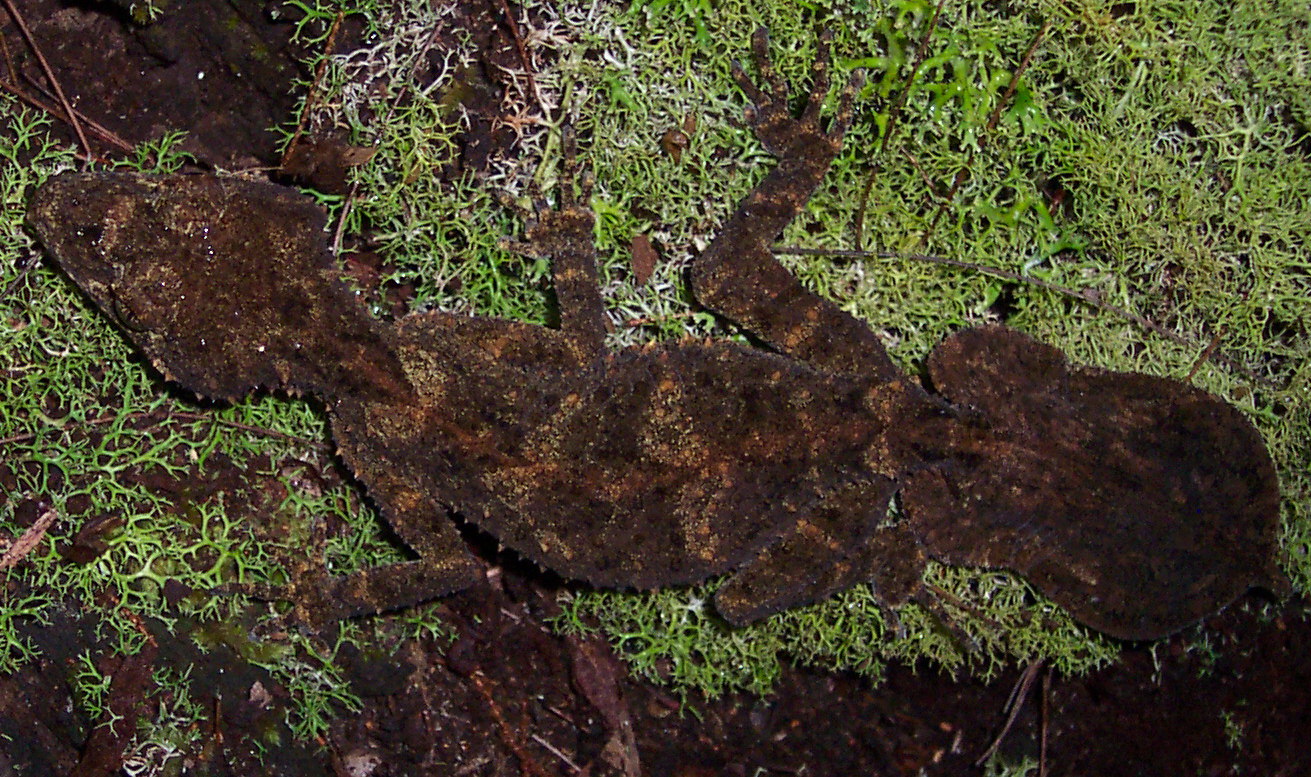
Saltuarius swaini
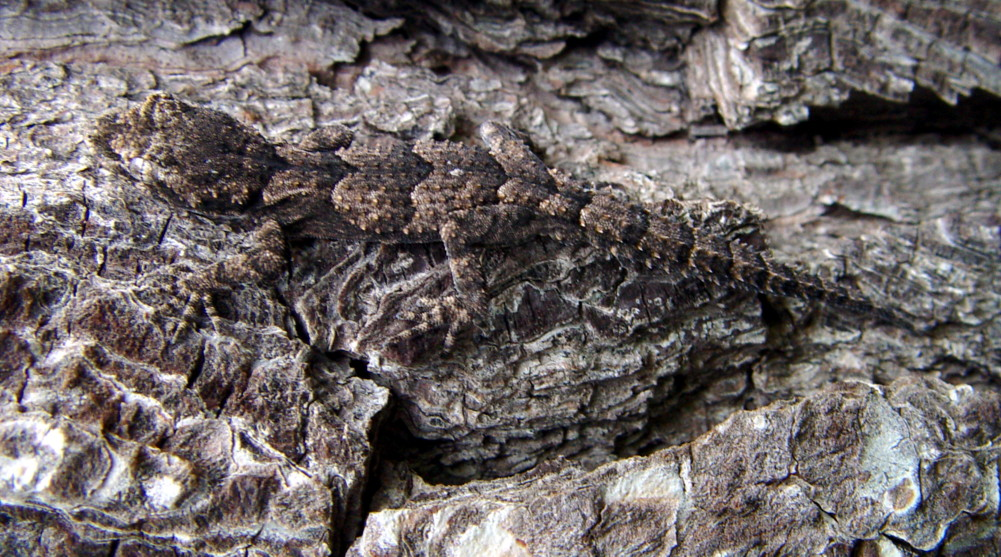
Naaktvingergekko

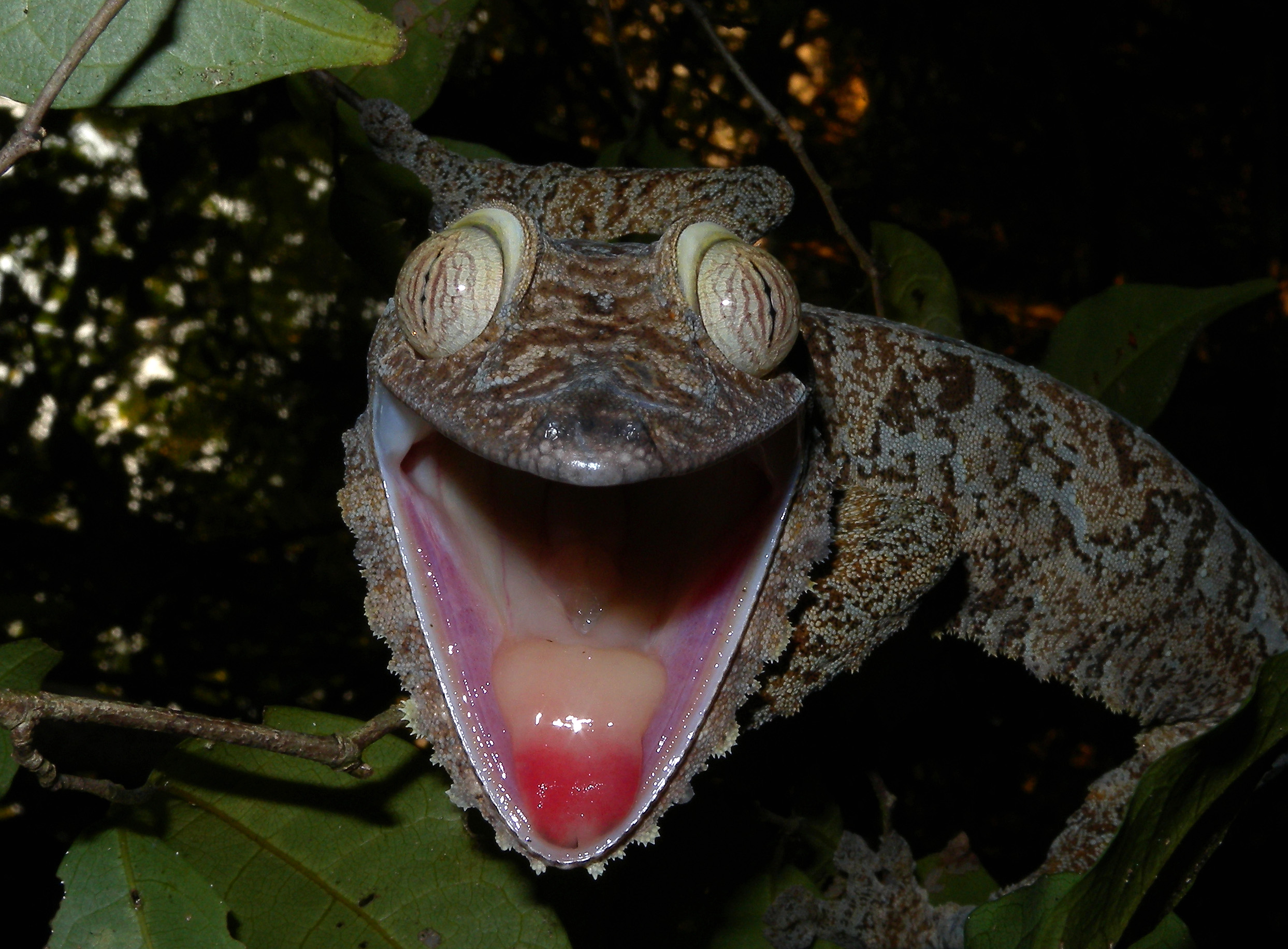
Dreighouding van een bladstaartgekko.

Gekko's worden voornamelijk buitgemaakt door rovende zoogdieren, vogels en andere reptielen zoals grotere hagedissen en slangen. Sommige slangen zijn zelfs gespecialiseerd in het buitmaken van hagedissen en dan voornamelijk gekko's, zoals de hagedisslang (Malpolon monspessulanus). De katslang (Telescopus fallax) eet nachtactieve hagedissen en vooral gekko's. Vijanden zijn voornamelijk zoogdieren die de volwassen gekko's bejagen.
Gekko's verdedigen zich vooral passief. Veel soorten zijn uitstekend gecamoufleerd. Een aanvulling op de camouflage van dergelijke soorten is het lethargisch gedrag. Zelfs als een vijand heel dichtbij komt blijven de dieren doodstil zitten en vertrouwen op hun schutkleur. Veel andere hagedissen vluchten juist snel weg bij het geringste vermoeden van een naderende vijand. Pas als de gekko ontdekt wordt zal hij proberen te vluchten in een spleet of kier, of het hogerop zoeken tussen de bladeren. Veel gekko's zijn vrijwel onzichtbaar in het bladerdek. Soorten die liever spleten en kieren opzoeken zoals in boomschors of tussen stenen en rotsen, zullen zich eenmaal in de schuilplaats volzuigen met lucht. Hierdoor wordt het lichaam vastgeklemd en is de hagedis slechts met veel moeite uit de schuilplaats te halen. Pas als een dier in de hoek wordt gedreven zal het dreiggedrag vertonen. Het brengt dan luide afweergeluiden voort, blaast zijn lichaam op en spert de bek open.
De grotere soorten gekko's hebben een navenant grote bek en bezitten vaak grote tanden en krachtige kaakspieren. De soorten uit het geslacht Gekko, kunnen gemeen bijten maar alleen als ze worden opgepakt. Meestal worden voorafgaand luide schreeuwende tot gillende geluiden geproduceerd en wordt de bek wijd opengesperd om te imponeren. Als het dier echter heeft toegebeten laat het niet meer los. Bij mensen die weleens hagedissen zoals gekko's in een terrarium houden is de beet van dergelijke soorten erg berucht. Deze hagedissen hebben zeer krachtige kaakspieren die een slachtoffer urenlang kunnen vastklemmen. Het is moeilijk om de hagedis los te krijgen zonder het dier te beschadigen en de beet kan resulteren in bloederige wonden.
Vrijwel alle soorten kennen het vermogen tot het afwerpen van de staart. Dit wordt caudale autotomie genoemd, zie ook onder het kopje staart. De verdedigingstechnieken van gekko's kunnen variëren per groep, de kleinere soorten zijn meestal volkomen weerloos tegen vijanden en kunnen weinig anders dan wegvluchten. Enkele soorten vertonen een complexe vorm van dreiggedrag, een voorbeeld is de wondergekko (Teratoscincus scincus). Deze kleine gekko voert een complexe schijnaanval uit om tegenstanders af te bluffen. De gekko gaat eerst hoog op de poten staan en zwaait zijn staart heen- en weer. Doordat de staart bedekt is met grote, dakpansgewijs over elkaar liggende schubben ontstaat een ratelend geluid. Met de staart wordt ook de bodem beroerd zodat zand wordt opgeworpen richting de vijand. De gekko richt zich vervolgens op, waarbij het dier de tegenstander recht in de ogen kijkt en voert vervolgens een schijnaanval uit. Hierbij spert hij de bek open en maakt hij blazende en sissende geluiden. De aanval wordt echter plots afgebroken waarbij de gekko het op een rennen zet.
De gekko's uit het geslacht Diplodactylus vertonen een sterk gespecialiseerde vorm van afweergedrag. Deze soorten hebben klieren aan de staart welke een kleverige vloeistof produceren. Als een vijand te dichtbij komt wordt de vloeistof gericht naar de belager gespoten.

## Interactie met de mens

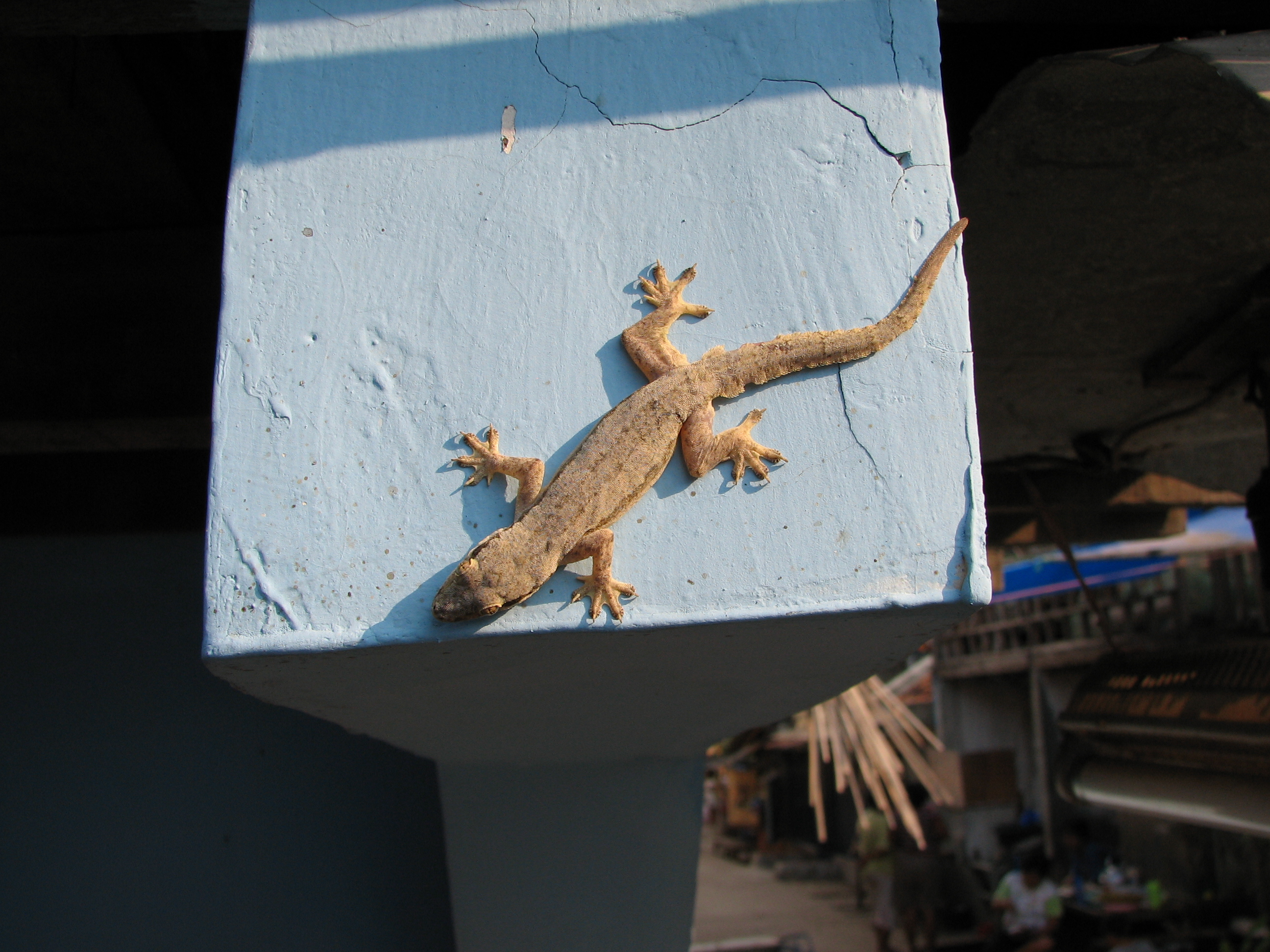
Gekko's zijn voornamelijk bekend omdat ze voorkomen in huizen, hier een Thaise platstaartgekko, zonnend op een gebouw in Indonesië.

Gekko's worden gewaardeerd omdat ze insecten eten, met name soorten die verspreid zijn in gecultiveerde gebieden. Veel soorten leven op of rond plantages, waar ze de insecten eten die tussen de planten leven. Ze gaan de insectenvraat tegen en dragen zo bij aan een hogere opbrengst.
Een aantal soorten komt vaak in huizen voor, ze jagen hier op plaaginsecten zoals kakkerlakken en krekels.
In sommige landen, zoals China, wordt aan gekko's een geneeskrachtige werking toegeschreven. Ze worden gevangen en van de ingewanden ontdaan. Vervolgens worden ze gedroogd en vermalen en in voedsel verwerkt. Van de tokeh wordt beweerd dat zo ziektes als Hiv en impotentie kunnen worden genezen. Dit heeft veel soorten geen goed gedaan.
Sommige soorten worden zelfs als geluksbrengers gezien. Als men een huis koopt en er de eerste nacht dat men in het huis slaapt géén gekkogeluiden te horen zijn, brengt dit ongeluk en kan men het huis beter weer verkopen.
In andere culturen worden gekko's echter juist als brengers van ongeluk gezien. De vertegenwoordigers van het geslacht Naultinus komen voor op Nieuw-Zeeland en worden door de inheemse bevolking gemeden als de pest. De gekko's maken een geluid dat sterk lijkt op het lachen van de mens en de bevolking is ervan overtuigd dat de dieren een negatieve invloed hebben op mensen en over bijzondere krachten beschikken. Ook de zandgekko (Chondrodactylus angulifer) wordt door de bevolking gevreesd; de zandgekko komt voor in delen van Afrika. De gekko wordt beschouwd als een giftig dier terwijl in werkelijkheid geen enkele soort giftig is.
Ook de fluitgekko (Ptenopus garrulus) uit Zuid-Afrika is onderwerp van bijgeloof. Het dier zou giftig zijn en de lokale bevolking -bestaande uit Bosjesmannen en Hottentotten- zijn bang voor de gekko en gaan het dier uit de weg.
Er zijn daarnaast een aantal soorten die vanwege de schreeuwerige geluiden wat minder geliefd zijn. De geluiden van sommige soorten worden wel omschreven als zenuwslopend. Met name de grotere soorten zoals de tokeh maken 's nachts een enorm kabaal als een exemplaar de slaapkamer heeft uitgekozen als woonplaats.

## Taxonomie en indeling

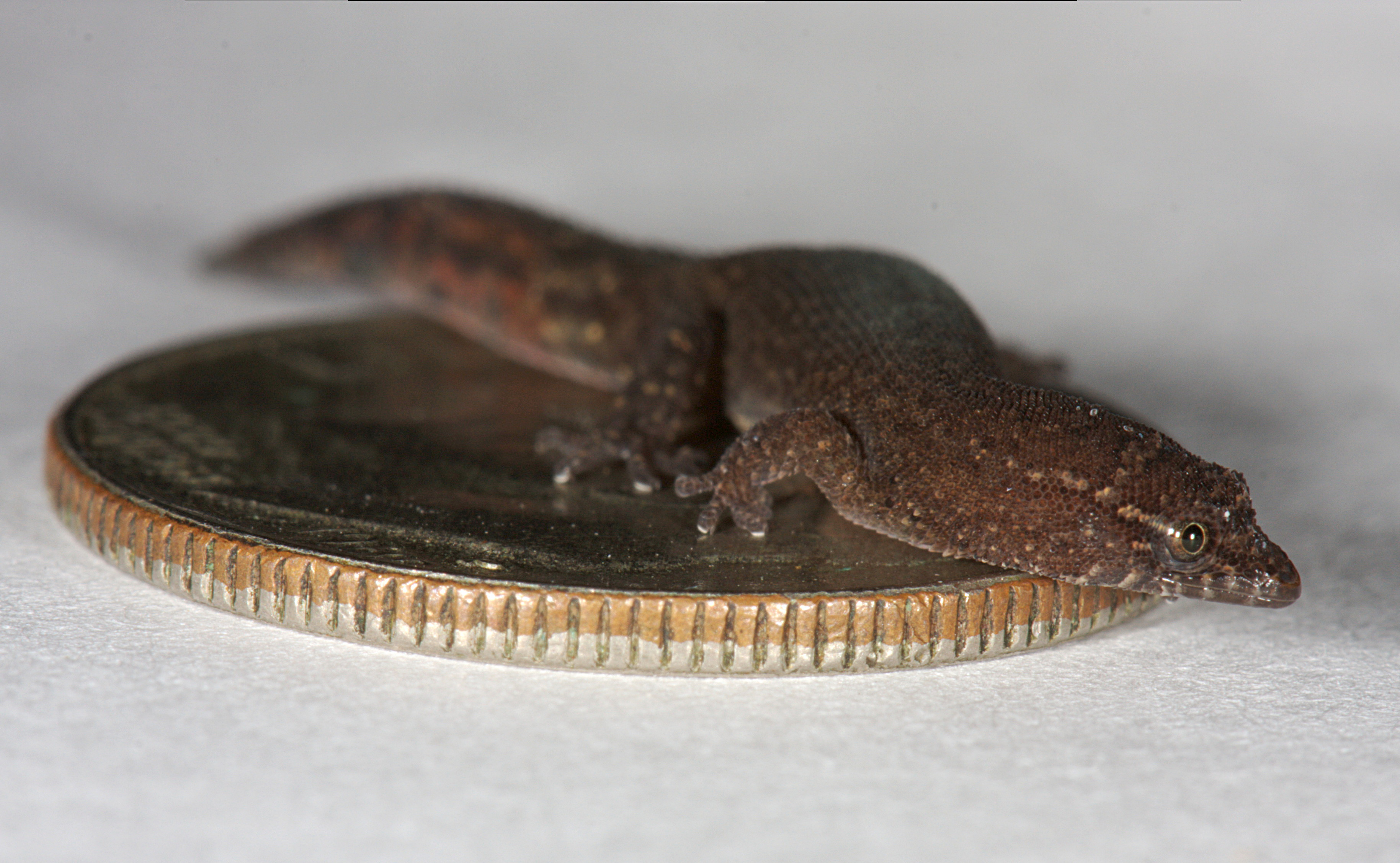
Kogelvingergekko's (Sphaerodactylus) blijven klein, hier Sphaerodactylus parthenopion.

Gekko's zijn een zeer oude groep van reptielen. Het zijn een van de weinige groepen van hagedissen die restanten vertonen van de chorda dorsalis in de wervelkolom. De voorouder van de gekko's was de uitgestorven familie Ardeosauridae. Het oudst bekende lid is de 150 miljoen jaar oude Ardeosaurus. Het is nog onbekend hoe de zeer kleine haartjes onder de tenen zich hebben ontwikkeld.
Net als alle andere dieren worden de gekko's ingedeeld in groepen, zoals families en geslachten en uiteindelijk in soorten. De indeling van de gekko's is constant aan verandering onderhevig geweest als het gevolg van nieuwe inzichten. Tot recentelijk waren alle gekko's verenigd in een enkele familie; de Gekkonidae. Deze groep was weer onderverdeeld in onderfamilies, zoals Gekkoninae en Eublepharinae. Later werd de indeling van de groep aangepast na een nieuwe studie van de onderlinge verwantschappen. Tegenwoordig worden er zeven families onderscheiden, zes daarvan werden vroeger ook tot de infraorde gekko's gerekend, de zevende familie, de heuppotigen (Pygopodidae), wordt pas sinds begin 2014 tot de groep gerekend. Deze hagedissen zijn pootloos en lijken uiterlijk sterk op slangen. Evolutionair gezien zijn ze echter sterker aan gekko's verwant dan aan andere slangachtige hagedissen zoals skinken of Gymnophthalmidae.
Onderstaand zijn de oudere en de huidige indelingen weergegeven.
Oude indeling
- Infraorde Gekkota
  - Familie Gekkonidae
    - Onderfamilie Diplodactylinae
    - Onderfamilie Eublepharinae
    - Onderfamilie Gekkoninae
    - Onderfamilie Sphaerodactylinae

Nieuwe indeling
- Infraorde Gekkota
  - Familie Gekkonidae Gray, 1825
  - Familie Phyllodactylidae Gamble et al., 2008
  - Familie Sphaerodactylidae Underwood, 1954
  - Familie Eublepharidae Boulenger, 1883
  - Familie Diplodactylidae Kluge, 1967
  - Familie Pygopodidae Boulenger, 1884
  - Familie Carphodactylidae Kluge, 1987

Cladogram van vermoedelijke verwantschappen
|  | \| \| Gekkonidae \| \| \| \| \| \| Phyllodactylidae \| \| \| \| |
|  |                                                                 |
|  | Sphaerodactylidae                                               |
|  |                                                                 |
|  | Gekkonidae                                                      |
|  |                                                                 |
|  | Phyllodactylidae                                                |
|  |                                                                 |

|  | Gekkonidae       |
|  |                  |
|  | Phyllodactylidae |
|  |                  |

|  | \| \| Gekkonidae \| \| \| \| \| \| Phyllodactylidae \| \| \| \| |
|  |                                                                 |
|  | Sphaerodactylidae                                               |
|  |                                                                 |
|  | Gekkonidae                                                      |
|  |                                                                 |
|  | Phyllodactylidae                                                |
|  |                                                                 |

|  | Gekkonidae       |
|  |                  |
|  | Phyllodactylidae |
|  |                  |

|  | \| \| Gekkonidae \| \| \| \| \| \| Phyllodactylidae \| \| \| \| |
|  |                                                                 |
|  | Sphaerodactylidae                                               |
|  |                                                                 |
|  | Gekkonidae                                                      |
|  |                                                                 |
|  | Phyllodactylidae                                                |
|  |                                                                 |

|  | Gekkonidae       |
|  |                  |
|  | Phyllodactylidae |
|  |                  |

|  | \| \| Gekkonidae \| \| \| \| \| \| Phyllodactylidae \| \| \| \| |
|  |                                                                 |
|  | Sphaerodactylidae                                               |
|  |                                                                 |
|  | Gekkonidae                                                      |
|  |                                                                 |
|  | Phyllodactylidae                                                |
|  |                                                                 |

|  | Gekkonidae       |
|  |                  |
|  | Phyllodactylidae |
|  |                  |

|  | Diplodactylidae                                                  |
|  |                                                                  |
|  | \| \| Pygopodidae \| \| \| \| \| \| Carphodactylidae \| \| \| \| |
|  |                                                                  |
|  | Pygopodidae                                                      |
|  |                                                                  |
|  | Carphodactylidae                                                 |
|  |                                                                  |

|  | Pygopodidae      |
|  |                  |
|  | Carphodactylidae |
|  |                  |

|  | Diplodactylidae                                                  |
|  |                                                                  |
|  | \| \| Pygopodidae \| \| \| \| \| \| Carphodactylidae \| \| \| \| |
|  |                                                                  |
|  | Pygopodidae                                                      |
|  |                                                                  |
|  | Carphodactylidae                                                 |
|  |                                                                  |

|  | Pygopodidae      |
|  |                  |
|  | Carphodactylidae |
|  |                  |

|  | \| \| Gekkonidae \| \| \| \| \| \| Phyllodactylidae \| \| \| \| |
|  |                                                                 |
|  | Sphaerodactylidae                                               |
|  |                                                                 |
|  | Gekkonidae                                                      |
|  |                                                                 |
|  | Phyllodactylidae                                                |
|  |                                                                 |

|  | Gekkonidae       |
|  |                  |
|  | Phyllodactylidae |
|  |                  |

|  | \| \| Gekkonidae \| \| \| \| \| \| Phyllodactylidae \| \| \| \| |
|  |                                                                 |
|  | Sphaerodactylidae                                               |
|  |                                                                 |
|  | Gekkonidae                                                      |
|  |                                                                 |
|  | Phyllodactylidae                                                |
|  |                                                                 |

|  | Gekkonidae       |
|  |                  |
|  | Phyllodactylidae |
|  |                  |

|  | \| \| Gekkonidae \| \| \| \| \| \| Phyllodactylidae \| \| \| \| |
|  |                                                                 |
|  | Sphaerodactylidae                                               |
|  |                                                                 |
|  | Gekkonidae                                                      |
|  |                                                                 |
|  | Phyllodactylidae                                                |
|  |                                                                 |

|  | Gekkonidae       |
|  |                  |
|  | Phyllodactylidae |
|  |                  |

|  | \| \| Gekkonidae \| \| \| \| \| \| Phyllodactylidae \| \| \| \| |
|  |                                                                 |
|  | Sphaerodactylidae                                               |
|  |                                                                 |
|  | Gekkonidae                                                      |
|  |                                                                 |
|  | Phyllodactylidae                                                |
|  |                                                                 |

|  | Gekkonidae       |
|  |                  |
|  | Phyllodactylidae |
|  |                  |

|  | Diplodactylidae                                                  |
|  |                                                                  |
|  | \| \| Pygopodidae \| \| \| \| \| \| Carphodactylidae \| \| \| \| |
|  |                                                                  |
|  | Pygopodidae                                                      |
|  |                                                                  |
|  | Carphodactylidae                                                 |
|  |                                                                  |

|  | Pygopodidae      |
|  |                  |
|  | Carphodactylidae |
|  |                  |

|  | Diplodactylidae                                                  |
|  |                                                                  |
|  | \| \| Pygopodidae \| \| \| \| \| \| Carphodactylidae \| \| \| \| |
|  |                                                                  |
|  | Pygopodidae                                                      |
|  |                                                                  |
|  | Carphodactylidae                                                 |
|  |                                                                  |

|  | Pygopodidae      |
|  |                  |
|  | Carphodactylidae |
|  |                  |

|  | \| \| Gekkonidae \| \| \| \| \| \| Phyllodactylidae \| \| \| \| |
|  |                                                                 |
|  | Sphaerodactylidae                                               |
|  |                                                                 |
|  | Gekkonidae                                                      |
|  |                                                                 |
|  | Phyllodactylidae                                                |
|  |                                                                 |

|  | Gekkonidae       |
|  |                  |
|  | Phyllodactylidae |
|  |                  |

|  | \| \| Gekkonidae \| \| \| \| \| \| Phyllodactylidae \| \| \| \| |
|  |                                                                 |
|  | Sphaerodactylidae                                               |
|  |                                                                 |
|  | Gekkonidae                                                      |
|  |                                                                 |
|  | Phyllodactylidae                                                |
|  |                                                                 |

|  | Gekkonidae       |
|  |                  |
|  | Phyllodactylidae |
|  |                  |

|  | \| \| Gekkonidae \| \| \| \| \| \| Phyllodactylidae \| \| \| \| |
|  |                                                                 |
|  | Sphaerodactylidae                                               |
|  |                                                                 |
|  | Gekkonidae                                                      |
|  |                                                                 |
|  | Phyllodactylidae                                                |
|  |                                                                 |

|  | Gekkonidae       |
|  |                  |
|  | Phyllodactylidae |
|  |                  |

|  | \| \| Gekkonidae \| \| \| \| \| \| Phyllodactylidae \| \| \| \| |
|  |                                                                 |
|  | Sphaerodactylidae                                               |
|  |                                                                 |
|  | Gekkonidae                                                      |
|  |                                                                 |
|  | Phyllodactylidae                                                |
|  |                                                                 |

|  | Gekkonidae       |
|  |                  |
|  | Phyllodactylidae |
|  |                  |

|  | Diplodactylidae                                                  |
|  |                                                                  |
|  | \| \| Pygopodidae \| \| \| \| \| \| Carphodactylidae \| \| \| \| |
|  |                                                                  |
|  | Pygopodidae                                                      |
|  |                                                                  |
|  | Carphodactylidae                                                 |
|  |                                                                  |

|  | Pygopodidae      |
|  |                  |
|  | Carphodactylidae |
|  |                  |

|  | Diplodactylidae                                                  |
|  |                                                                  |
|  | \| \| Pygopodidae \| \| \| \| \| \| Carphodactylidae \| \| \| \| |
|  |                                                                  |
|  | Pygopodidae                                                      |
|  |                                                                  |
|  | Carphodactylidae                                                 |
|  |                                                                  |

|  | Pygopodidae      |
|  |                  |
|  | Carphodactylidae |
|  |                  |

|  | \| \| Gekkonidae \| \| \| \| \| \| Phyllodactylidae \| \| \| \| |
|  |                                                                 |
|  | Sphaerodactylidae                                               |
|  |                                                                 |
|  | Gekkonidae                                                      |
|  |                                                                 |
|  | Phyllodactylidae                                                |
|  |                                                                 |

|  | Gekkonidae       |
|  |                  |
|  | Phyllodactylidae |
|  |                  |

|  | \| \| Gekkonidae \| \| \| \| \| \| Phyllodactylidae \| \| \| \| |
|  |                                                                 |
|  | Sphaerodactylidae                                               |
|  |                                                                 |
|  | Gekkonidae                                                      |
|  |                                                                 |
|  | Phyllodactylidae                                                |
|  |                                                                 |

|  | Gekkonidae       |
|  |                  |
|  | Phyllodactylidae |
|  |                  |

|  | \| \| Gekkonidae \| \| \| \| \| \| Phyllodactylidae \| \| \| \| |
|  |                                                                 |
|  | Sphaerodactylidae                                               |
|  |                                                                 |
|  | Gekkonidae                                                      |
|  |                                                                 |
|  | Phyllodactylidae                                                |
|  |                                                                 |

|  | Gekkonidae       |
|  |                  |
|  | Phyllodactylidae |
|  |                  |

|  | \| \| Gekkonidae \| \| \| \| \| \| Phyllodactylidae \| \| \| \| |
|  |                                                                 |
|  | Sphaerodactylidae                                               |
|  |                                                                 |
|  | Gekkonidae                                                      |
|  |                                                                 |
|  | Phyllodactylidae                                                |
|  |                                                                 |

|  | Gekkonidae       |
|  |                  |
|  | Phyllodactylidae |
|  |                  |

|  | Diplodactylidae                                                  |
|  |                                                                  |
|  | \| \| Pygopodidae \| \| \| \| \| \| Carphodactylidae \| \| \| \| |
|  |                                                                  |
|  | Pygopodidae                                                      |
|  |                                                                  |
|  | Carphodactylidae                                                 |
|  |                                                                  |

|  | Pygopodidae      |
|  |                  |
|  | Carphodactylidae |
|  |                  |

|  | Diplodactylidae                                                  |
|  |                                                                  |
|  | \| \| Pygopodidae \| \| \| \| \| \| Carphodactylidae \| \| \| \| |
|  |                                                                  |
|  | Pygopodidae                                                      |
|  |                                                                  |
|  | Carphodactylidae                                                 |
|  |                                                                  |

|  | Pygopodidae      |
|  |                  |
|  | Carphodactylidae |
|  |                  |